# 竹本織太夫 (6代目)

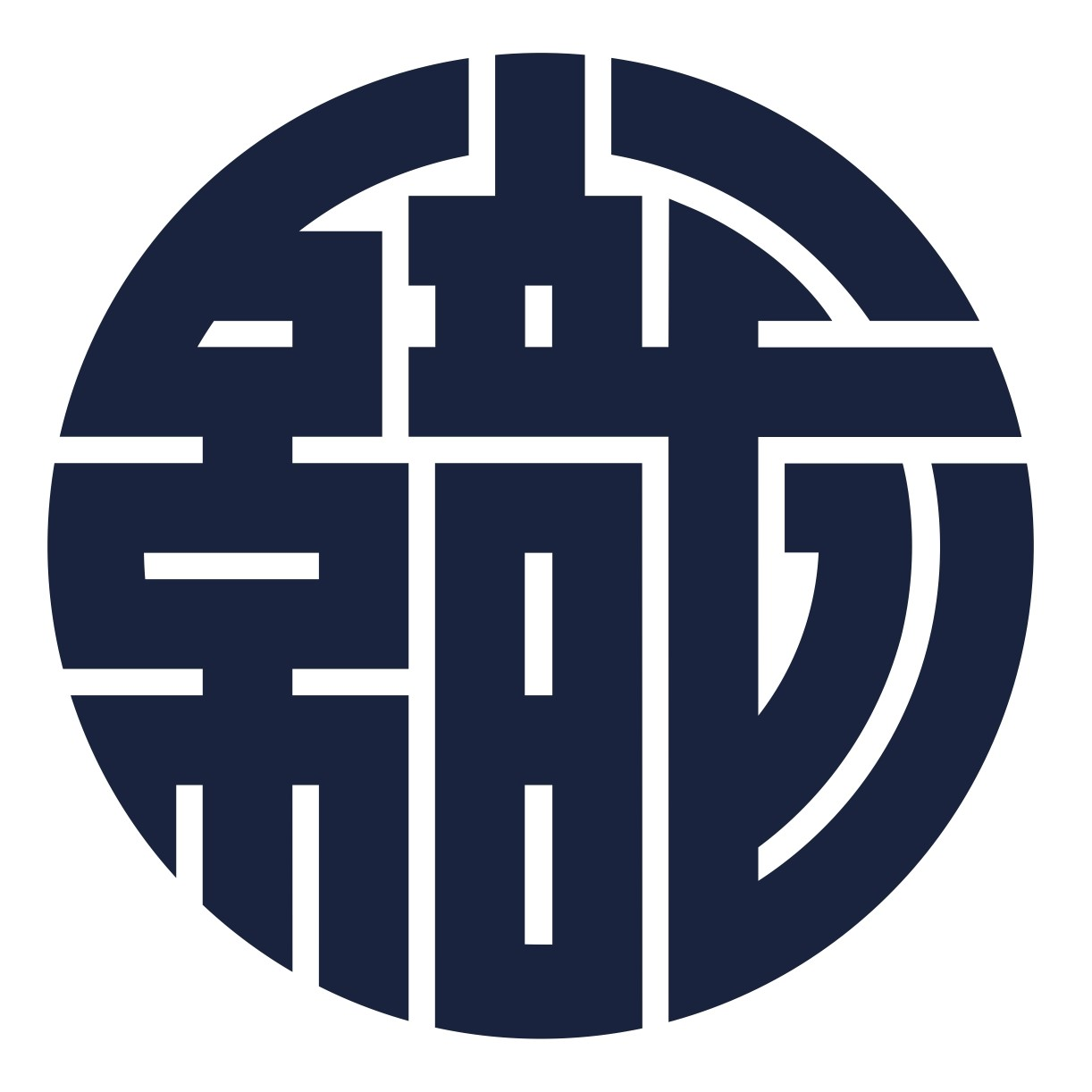
織の紋

六代目 竹本 織太夫(たけもと おりたゆう)（1975年（昭和50年）4月1日 - ）は、人形浄瑠璃文楽座太夫。名跡「竹本織太夫」の当代。竹本鶴鳴會主宰。 書斎号：雲龍軒。公益財団法人 文楽協会契約技芸員。一般社団法人 人形浄瑠璃文楽座理事。重要無形文化財総合認定保持者。独立行政法人日本芸術文化振興会伝統芸能伝承者養成研修講師（文楽研修講師）。 日本学校音楽教育実践学会評議員。芸術家等個人の尊厳ある創造環境向上のための文化芸術団体の機能等に関する検討会議有識者会議委員。定紋は抱き柏に隅立て四つ目。替紋は織の紋。英語表記はTakemoto Oritayu VI (BUNRAKU Joruri Voice Artist)。

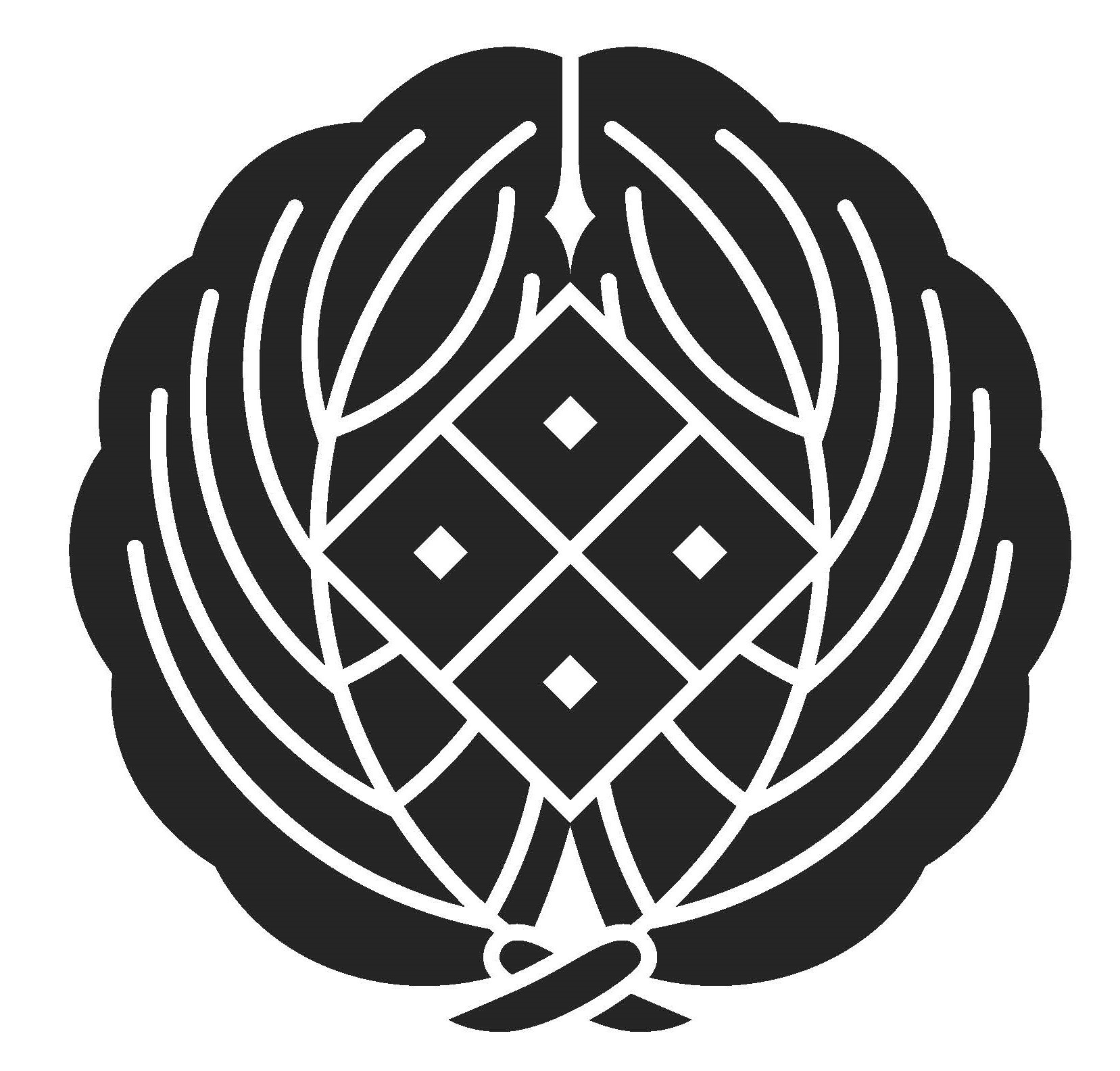
抱き柏に隅立て四つ目

## 一門
二代目豊竹咲甫太夫、竹本織子太夫、竹本織栄太夫、竹本咲寿太夫

## 文様
文様は織太夫縞（浴衣地）。竹本鶴鳴會文様はオリ鶴展開図（手拭い）。

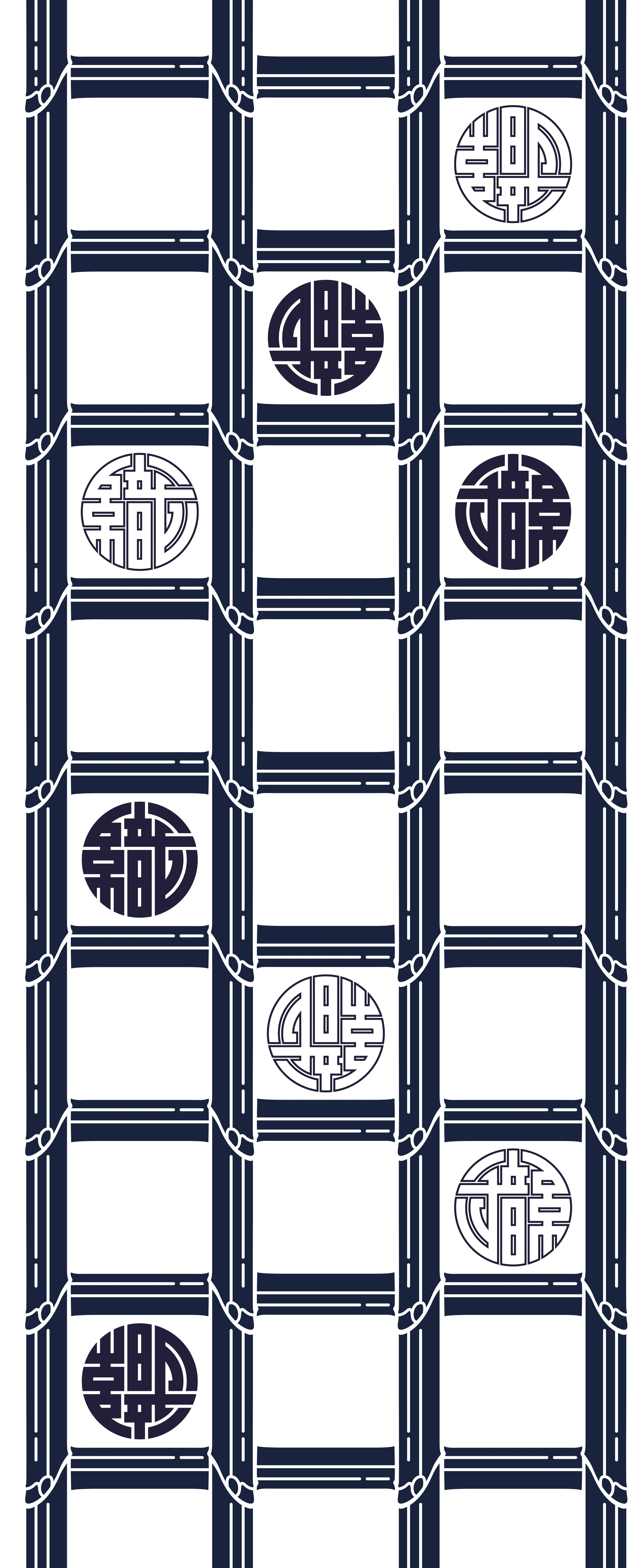
織太夫縞

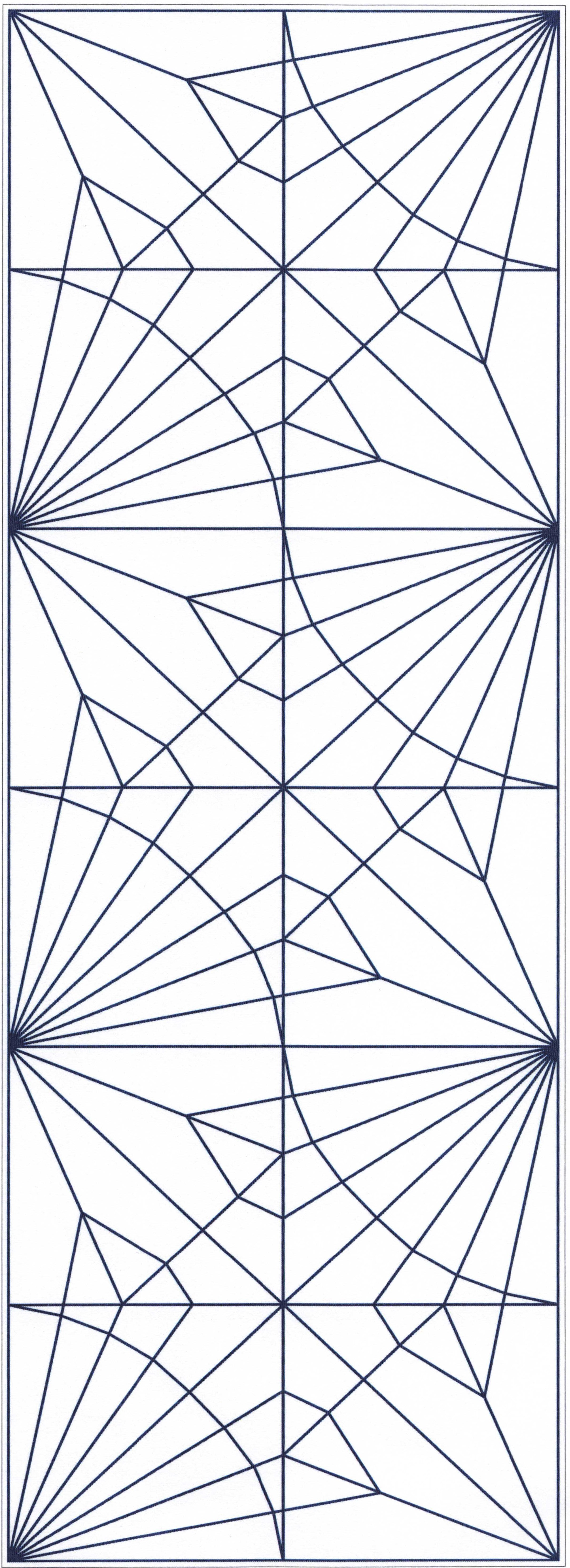
オリ鶴展開図(白)

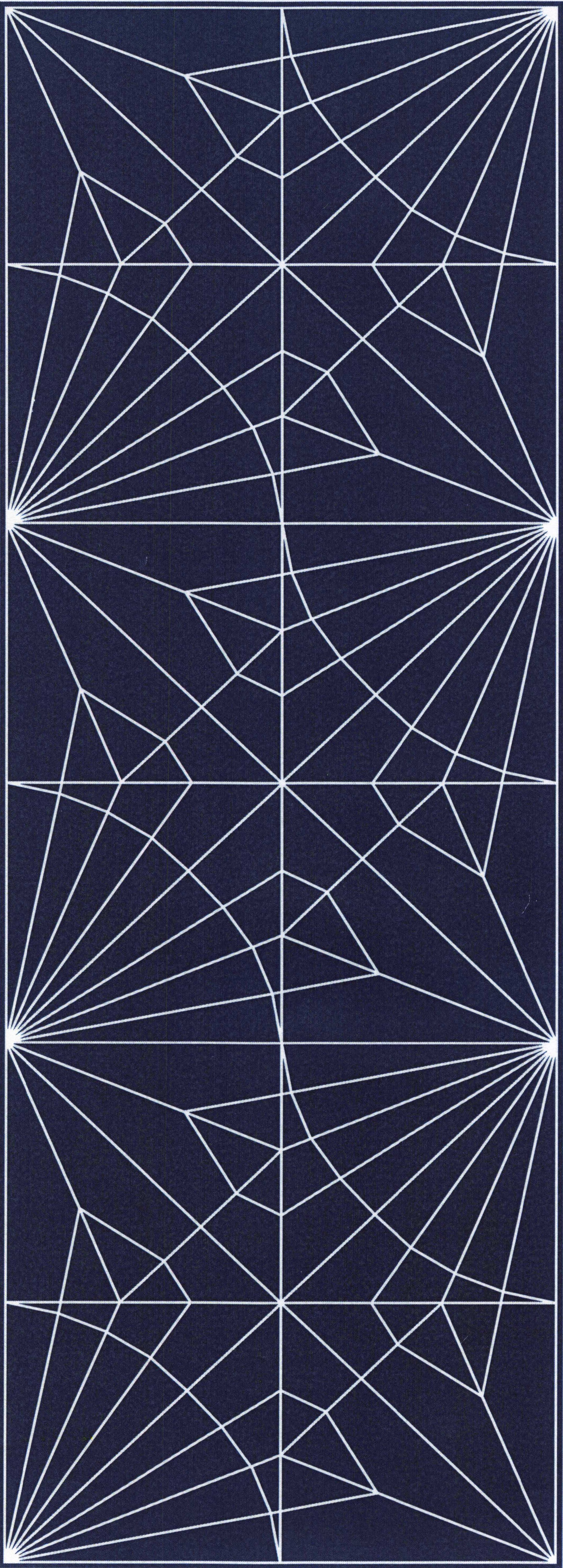
オリ鶴展開図（瑠璃）

これらの紋や文様は六代目竹本織太夫を襲名する際に、親しい友人であるgood design companyの水野学が"友情演出"で新たにデザインし、友の門出をデザインアシストで祝福した。
（オリ鶴展開図は咲甫太夫時代に水野学が同じくデザイン）
定紋の「抱き柏に隅立て四つ目」は、六代目竹本織太夫襲名を機に水野学がブラッシュアップ。替紋の「織の紋」は、竹本綱太夫の「綱」の字をかたどった古い綱太夫紋をベースにして、「織」の字をデザイン。「このとき水野学はあらゆる関係資料を熟覧し、一つの曲線、一画の止め方に例がないほどの労力を傾け、ようやく仕上げに至った。コンピュータを使えない時代にそのラインが生まれてきたプロセスを、さながら追体験するようだったという。」
「300年後に見た人にも、これ作ったやつ、なかなかやるなと思ってもらいたかった」―水野学

## 概要
祖父は二代目鶴澤道八、大伯父は四代目鶴澤清六、伯父は鶴澤清治、弟は鶴澤清馗。
NHK Eテレの子供向け番組『にほんごであそぼ』に、2005年よりレギュラー出演している。
2000年4月より大阪市立高津小学校にて「高津子ども文楽」の“先生”を務める。

## 系譜
〈芸脈〉

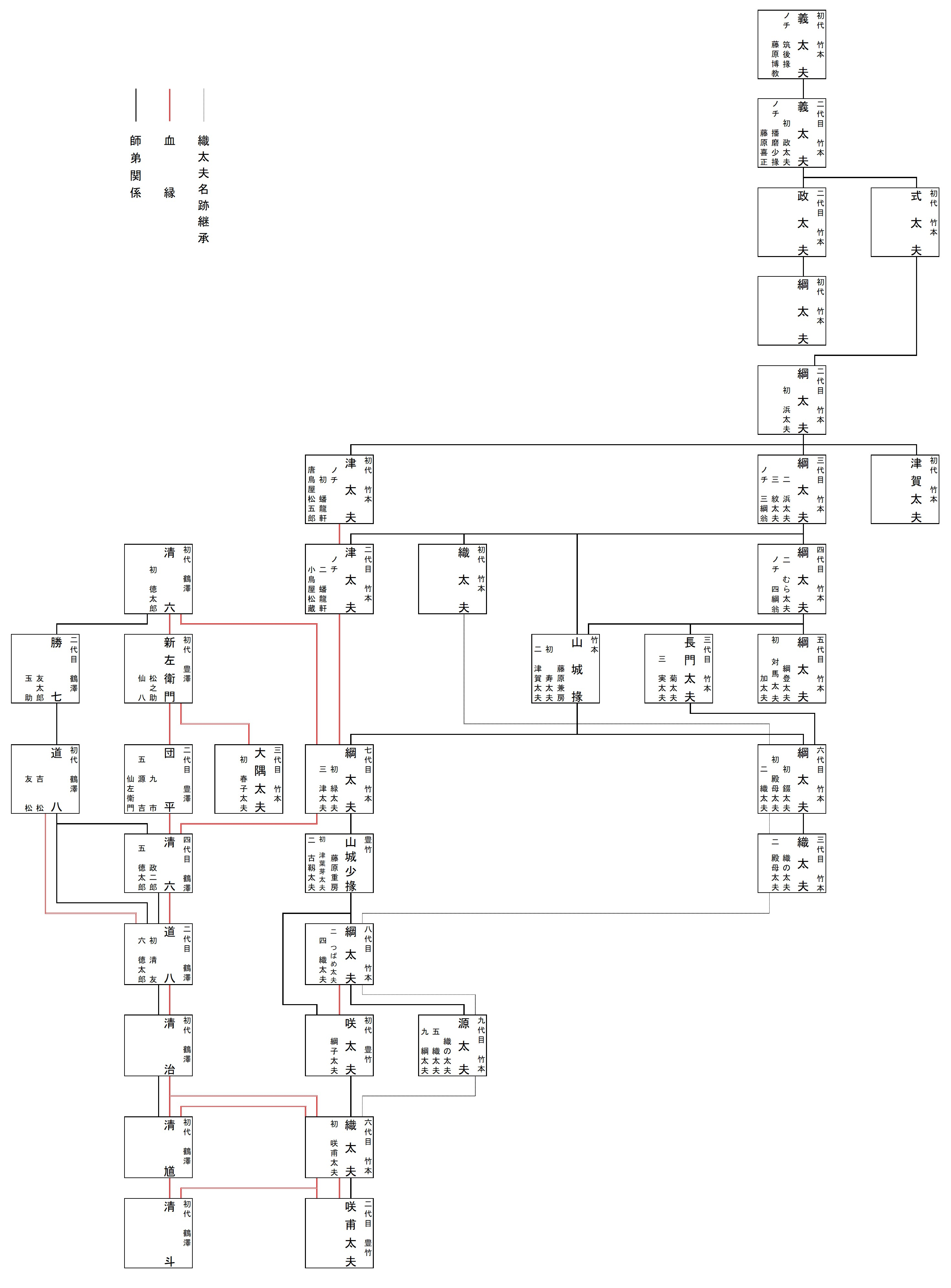
六代目竹本織太夫系図

竹本織太夫は、竹本綱太夫の前名である。これを六代目織太夫の師である豊竹咲太夫は「歌舞伎の場合は、海老蔵・團十郎、染五郎・幸四郎という順序になっている。文楽の場合も織太夫・綱太夫という順序。それだけ（竹本織太夫）は由緒ある名前」と説明している。
初代竹本綱太夫は、二代目竹本政太夫の門弟であり、竹本座を創設した初代竹本義太夫直系の第四世代にあたる（初代竹本義太夫（筑後掾）⇒初代竹本政太夫（二代目義太夫⇒播磨少掾）⇒二代目竹本政太夫⇒初代竹本綱太夫）。宝暦11年（1761年）に初舞台を踏んでいるため、竹本綱太夫は260年以上の歴史を持つ名跡となる。
竹本座が座本である竹田出雲一族の没落もあり、83年の歴史に幕を下ろし、道頓堀から撤退する等、明和の竹本座の混乱期には、阿弥陀池で自らが座本となり竹本座を再興し、「竹本義太夫座　再興座本竹本綱太夫」と記された。初代綱太夫以降も、竹本綱太夫の名跡は九代を数え、芸統に混乱がなく、一門のみにて継承されてきたことから「綱太夫内」と呼ばれる。
初代竹本織太夫は、三代目竹本綱太夫の門弟で、化政期に活躍したため、竹本織太夫は210年以上の歴史を持つ名跡となる。初代の後、二代目織太夫は三代目綱太夫の門弟である竹本山城掾の門弟から出ており、後に六代目竹本綱太夫を襲名したことから、竹本綱太夫の前名となり、以降、四代目、五代目の織太夫が八代目、九代目の竹本綱太夫を襲名している（なお、三代目織太夫にも七代目竹本綱太夫襲名の話があった）。
2018年（平成30年）に八代目竹本綱太夫五十回忌追善で六代目竹本織太夫襲名が行われた。
〈血脈〉
初代鶴澤清六を祖とする、化政期から八代に渡り230年以上続く浄瑠璃の家生まれ。初代清六と妻鶴澤ますの娘である鶴澤きくは、最初初代豊澤新左衛門に嫁ぎ、死別の後に、法善寺と呼ばれた三代目竹本津太夫（七代目竹本綱太夫）の生涯の伴侶となったことから、鶴澤清六家（初代・四代）と竹本津太夫家（初代～三代）＝竹本綱太夫家（七代）が一緒となった。初代清六から見て玄孫婿である四代目鶴澤清六は鶴澤清六名跡の後継者であり、また七代目綱太夫の名跡養子でもある。さらに、四代目清六の妻（有吉佐和子『一の糸』のモデルになった佐藤静）の妹の夫（義弟）である初代鶴澤清友が六代目鶴澤徳太郎を襲名し、鶴澤清六家を相続。後に二代目鶴澤道八を襲名。その養子（甥）が鶴澤清治であり、二代目道八の娘の息子（孫）が六代目織太夫・鶴澤清馗の兄弟である。さらに、織太夫・清馗の叔母が初代鶴澤道八家に嫁いでいるため、鶴澤道八家（初代、二代）とも縁戚となっている。

## 年譜
- 1983年（昭和58年） 6月：豊竹咲太夫に入門　初代豊竹咲甫太夫を名乗る。[14][15]

- 1984年（昭和59年）10月：文楽協会研究生となる。
- 1986年（昭和61年）3月：素浄瑠璃の会「傾城阿波の鳴門」巡礼おつるで初舞台（国立文楽劇場小ホール）
- 1993年（平成5年）  6月：文楽鑑賞教室「団子売」ツレで文楽公演初舞台（国立文楽劇場）
- 2000年（平成12年） 4月：大阪市立高津小学校「高津子ども文楽」の"先生”に就任
- 2009年（平成21年） 4月：番付の序列において、中字に昇格（師匠咲太夫の切場語り昇格と同時）
- 2010年（平成22年） 9月：重要無形文化財総合認定保持者 (人形浄瑠璃文楽）に認定
- 2018年（平成30年） 1月：八代目竹本綱太夫五十回忌追善「摂州合邦辻」合邦住家の段で六代目竹本織太夫を襲名（国立文楽劇場）
- 2018年（平成30年） 4月：番付の序列において、太字に昇格
- 2020年（令和2年）4月：独立行政法人日本芸術文化振興会伝統芸能伝承者養成研修講師（文楽研修講師）に就任
- 2024年（令和6年）12月：落語芸術協会の定席興行である新宿末廣亭12月中席夜の部（主任：六代目神田伯山）の色物交代枠として、初めて顔付けされる（14～16日、三味線弾きは実弟の鶴澤清馗、口上は竹本織栄太夫）[16]。

## 役職
一般社団法人人形浄瑠璃文楽座理事を2016年4月の設立時より務める
- 2016年（平成28年）  4月　一般社団法人 人形浄瑠璃文楽座 理事就任（現任）

2009年に現代美術作家・杉本博司により設立された小田原文化財団の理事やアート・アドバイサーを設立時より歴任
- 2009年（平成21年）12月　一般財団法人小田原文化財団 設立時理事就任
- 2011年（平成23年）4月　公益財団法人小田原文化財団へ移行、理事就任
- 2015年（平成27年）2月　理事を退任
- 2015年（平成27年）3月　アート・アドバイザー就任（現任）
- 2024年（令和6年）  1月   日本学校音楽教育実践学会評議員

## 人物
「傾城阿波の鳴門」巡礼おつるにて初舞台の際に、鐵面皮の見台を使用（1986年3月）
ソフィ・カル『Take care of yourself』に出てくる唯一の"男"（2007年）
ソフィ・カルが日本でのプロジェクトに選んだ”女性”は”文楽の女”であった。定期的に行われていた文楽のパリ公演の舞台を観劇したソフィは、すぐさま知人を通じ、豊竹咲甫太夫氏にプロジェクトのオファーをした。
「史上最長」のお練りを実施（2017年12月2日）
六代目竹本織太夫襲名の挨拶まわりとして、ゆかりの高津宮から地元ミナミの商店街7つ全てを回り、竹本綱太夫家にとって重要な法善寺（初代綱太夫の墓、二代目綱太夫の墓、七代目綱太夫の住居）まで1時間半かけて練り歩いた。距離は約3kmにも及び「史上最長」のお練りと呼ばれているが、本人はあくまでも「襲名のご挨拶回りです」とコメントしている。
即位の礼　内閣総理大臣夫妻主催晩餐会にて野村萬斎、市川海老蔵らと三番叟を披露（2019年10月13日）
「即位礼正殿の儀」に出席した外国元首らを招いた内閣総理大臣夫妻主催晩餐会において、狂言、歌舞伎、文楽の共演による三番叟に浄瑠璃 竹本織太夫として出演。野村萬斎、市川海老蔵、亀井広忠、田中傳左衛門、吉田玉男らと共演。
「（織太夫の声は）大好きな声なんやけどね、これからも織さんなんかが、だんだんと勉強してもろてね、文楽を支えてもらんならんお人やねんさかいに、期待はしてまんねん」―七代目鶴澤寛治
2018年05月19日放送のSWITCHインタビュー 達人達 「竹本織太夫×中川家礼二」内において、2018年4月公演で『本朝廿四孝』「景勝下駄の段」を務めるにあたり、織太夫が七代目鶴澤寛治の自宅へ稽古へ伺うシーンが放送された。その際に鶴澤寛治が上記の織太夫を評する言葉を残した。
しかし、この放送から約4か月後の2018年9月5日に鶴澤寛治は逝去。翌々月の11月公演において織太夫と寛治は「桂川連理柵 道行朧の桂川」にて共演する予定であったが、寛治の逝去により共演を果たすことができなかったため、寛治師匠と一緒に舞台を務めているという想いを込めて、織太夫は肩衣の紋を自身の抱き柏に隅立て四つ目から、鶴澤寛治の紋である三ツ捻地紙に全て張替え舞台に臨んだ。
鶴澤寛治の孫である鶴澤寛太郎はInstagramに、「舞台で着る肩衣や袴は、持ち主である太夫さんの紋が入っていますが、今回に限り、織太夫兄さんのお気遣いで「抱柏に隅立四ツ目」から鶴澤寛治の紋である「三ツ捻地紙」に変更していただきました。」「残念ながら舞台の前に（祖父の鶴澤寛治は）亡くなり映像には映っておりませんが、織太夫さんのご厚意で、私物の肩衣の紋を祖父の紋に貼り替えていただいたことが大変印象深い公演です。」と投稿している。
また、鶴澤寛治は、諸先輩から色々なことを言われ困っていた織太夫に「あんたは、あんたの富士山描いたらええねんで」と声を掛け、「『これでいいのだ！』と迷っている自分ごと受け入れることができたと」織太夫は語っている。
「歌舞伎の場合は、海老蔵・團十郎 染五郎・幸四郎という順序になっている。文楽の場合も織太夫・綱太夫という順序。それだけ織太夫は由緒ある名前」―豊竹咲太夫
「そりゃね。まずは声の大きさ。あんまり大きいてね、フェ～って感心してもうた」「人間的ににじみ出てくる華っていうかな。より一層自分を輝かせることができる。これが強い」―鶴澤清介
初演以来308年ぶりに『曾根崎心中』の「観音廻り」を復活・上演-『杉本文楽　曾根崎心中付り観音廻り』

「六代目竹本織太夫襲名と掛けまして、東北新幹線「はやて」と解きます。そのこころは先代（仙台）を越すことでしょう」ー九代目林家正蔵（六代目竹本織太夫襲名披露パーティーでの乾杯の挨拶にて）
小泉進次郎さんの祖父・小泉純也さんと、織太夫さんの祖父にも不思議な縁があった。政治家と海軍航空技術廠の技術者という違いがありながら、横須賀に建つ自宅が背中合わせで交流があったそう。「僕もその話を聞いてびっくりしました。出会うべくして出会ったというんでしょうかね。僕はいつまで政治家をやるかは分からないですが、織太夫さんはきっと生涯太夫。年の積み重ねとともに、どんな芸になっていくのか。それを見つめ続けられる楽しみをこれからも味わいたいですね」―小泉進次郎
「咲甫さんは僕が目標にしている″体重と体温の乗った言葉を発すること”の体現者」―小泉進次郎
「この人に張った！ という見方で、僕は織太夫さんを見続ける。」―小泉進次郎
「途方もない世界のエース。この人を聴いておけば間違いない！」―いとうせいこう
「出会ってから20年、声は大きくなったし、ピッチは正確で気持ちいいし、咲甫さんはエース！」 ―いとうせいこう
「咲甫さんは、いまの文楽のことを熱心に考えられている世代の代表」―鈴木京香
「彼は「未来芸能」の人。〝同業者”として尊敬します」―水野学
「「おしゃれ番長」に、日本文化の発信役を期待！」―ソニア・パーク
「何事にも勉強熱心で徹底的にこだわる姿勢にはいつも感心させられますし、何より伝統芸能の世界でいちばんのおしゃれ！ ぜひ日本文化を海外に広める文化大臣になってほしい（笑）」―ソニア・パーク
「今も昔もこれからも、私のはるか前を走り続けられている六代目竹本織太夫師匠の、時代を拓く「声」に、勉強し、ついていきたいと思っています。」―佃梓央(一茶庵宗家嫡承)
「規格外のエンジンを宿しているひと」―中井美穂
「襲名披露狂言の「摂州合邦辻」合邦住家の段、のけぞるほど驚き感動しました。私は90年代半ばから文楽を見るようになり、あなたの大ファンになったんです。当時から大変な美声の持ち主でしたが、今回2、3年ぶりにお聞きしたら、声や演技のレパートリーが何倍にも増えて、芸が非常に重層的になっていました。役の語り分けも微妙かつ大胆で、聞いていた私は自在に制御され、もてあそばれるような感覚でした。」―ロバート・キャンベル
「文楽界の男伊達」―九龍ジョー

## 『文楽のすゝめ』
六代目竹本織太夫が推し進める、ひとりでも多くの人に文楽をどんどん好きになってもらう計画

### 読む
「伝統芸能といえば、「敷居が高い」「難しい」そういった印象を持つかもしれません。大阪生まれの太夫だからこそ伝えられる文楽のおもしろさがある。六代目竹本織太夫を襲名するにあたり、そんな思いでこの本をつくりました」（『文楽のすゝめ』前書）

2018年に『文楽のすゝめ』、2019年に『ビジネスパーソンのための文楽のすゝめ』、2022年に『14歳のからの文楽のすゝめ』を刊行し、発売日付近では、Amazon 売れ筋ランキング 歌舞伎・文楽・能ジャンルで1位を連日獲得した。
『文楽のすゝめ』

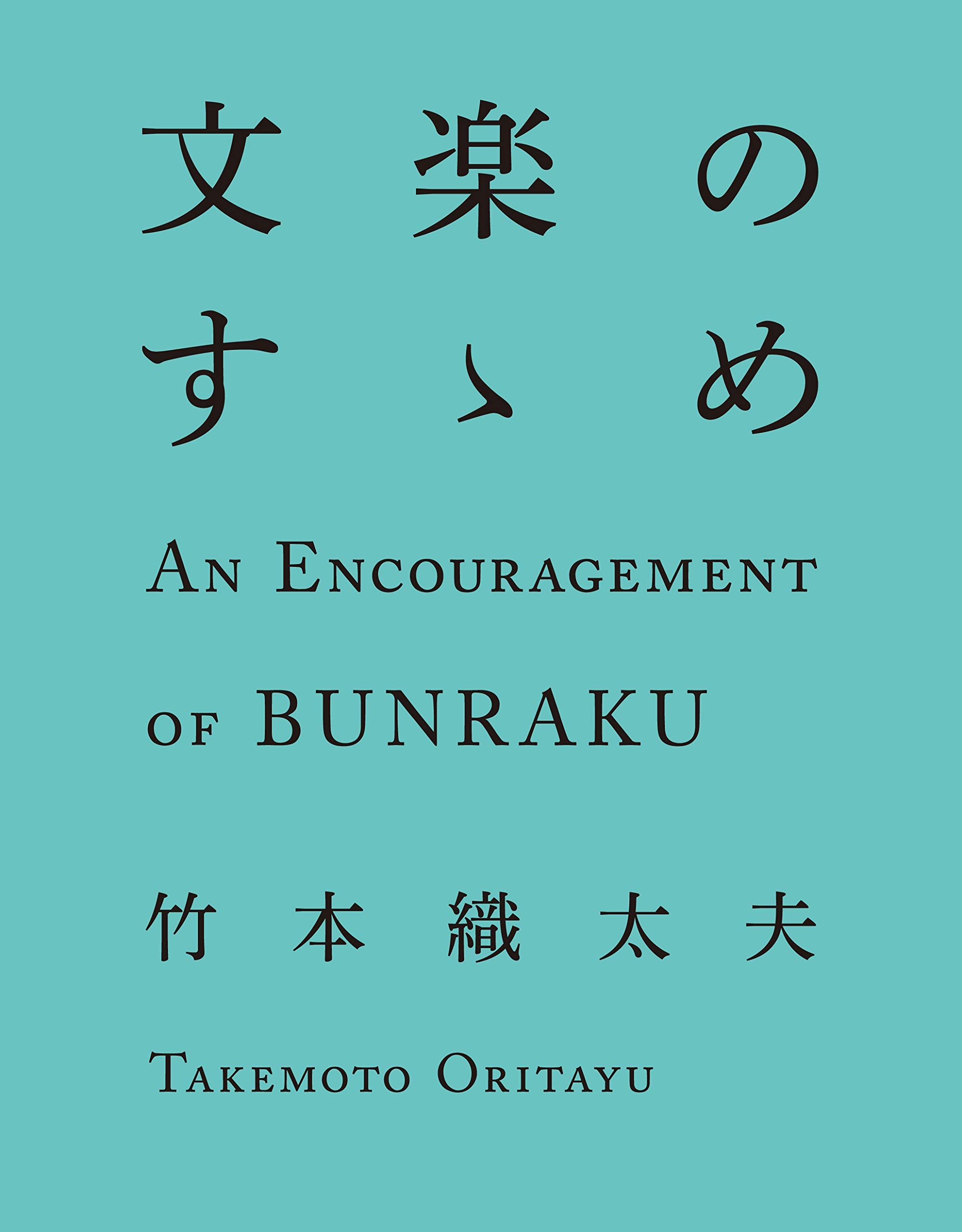

特別寄稿：朝吹真理子 / いとうせいこう / 三浦しをん
『ビジネスパーソンのための文楽のすゝめ』

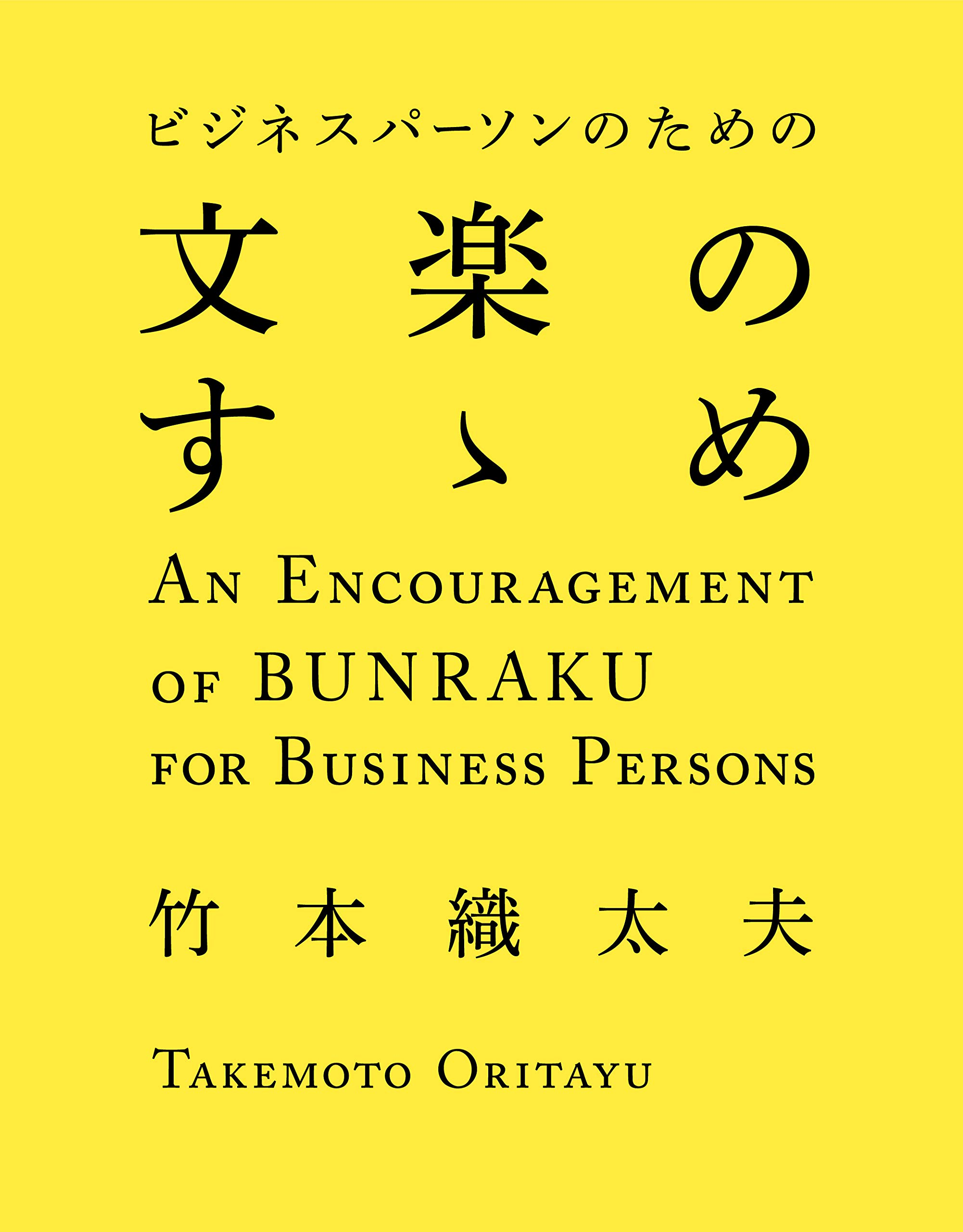

特別寄稿：岩瀬大輔 / 水口貴文 / 小泉進次郎

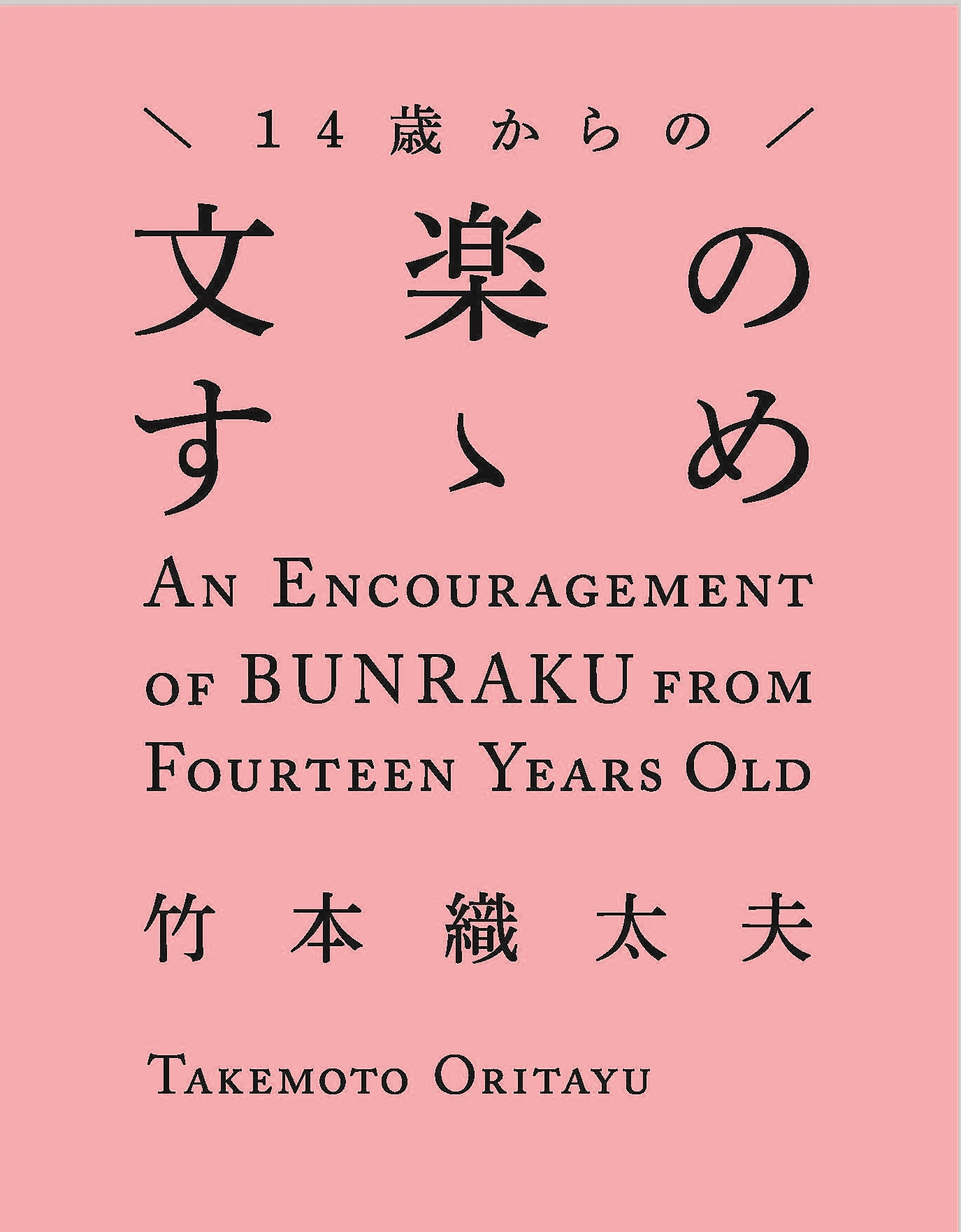

『14歳からの文楽のすゝめ』
インタビュー：ロバートキャンベル / 石川由依 / 名越康文

### 聴く
2023年12月、『浄瑠璃を聴く会』を発足し、2024年2月14日に三越劇場で第1回『浄瑠璃を聴く会』を開催。『浄瑠璃を聴く会』の発足にあたり「昨今、文楽は受難のときを迎えております。国立劇場の建て替えにより、文楽東京公演の日数が減少します。また本年は国立劇場養成所の文楽研修生ゼロという危機的状況に到りました。問題多きこの年に、私は竹本織栄太夫という弟子を迎えました。ちょうど彼と同期で研修を修了した鶴澤藤之亮の師匠である藤蔵兄さんと話し合い、プロになって一年も経っていない彼らに一生懸命稽古をつけ、彼らが十年後、二十年後に新しい二代目国立劇場の本公演を勤めることができるように研鑽の場を催したい、と思い立ちました。」とのコメントを発表している。

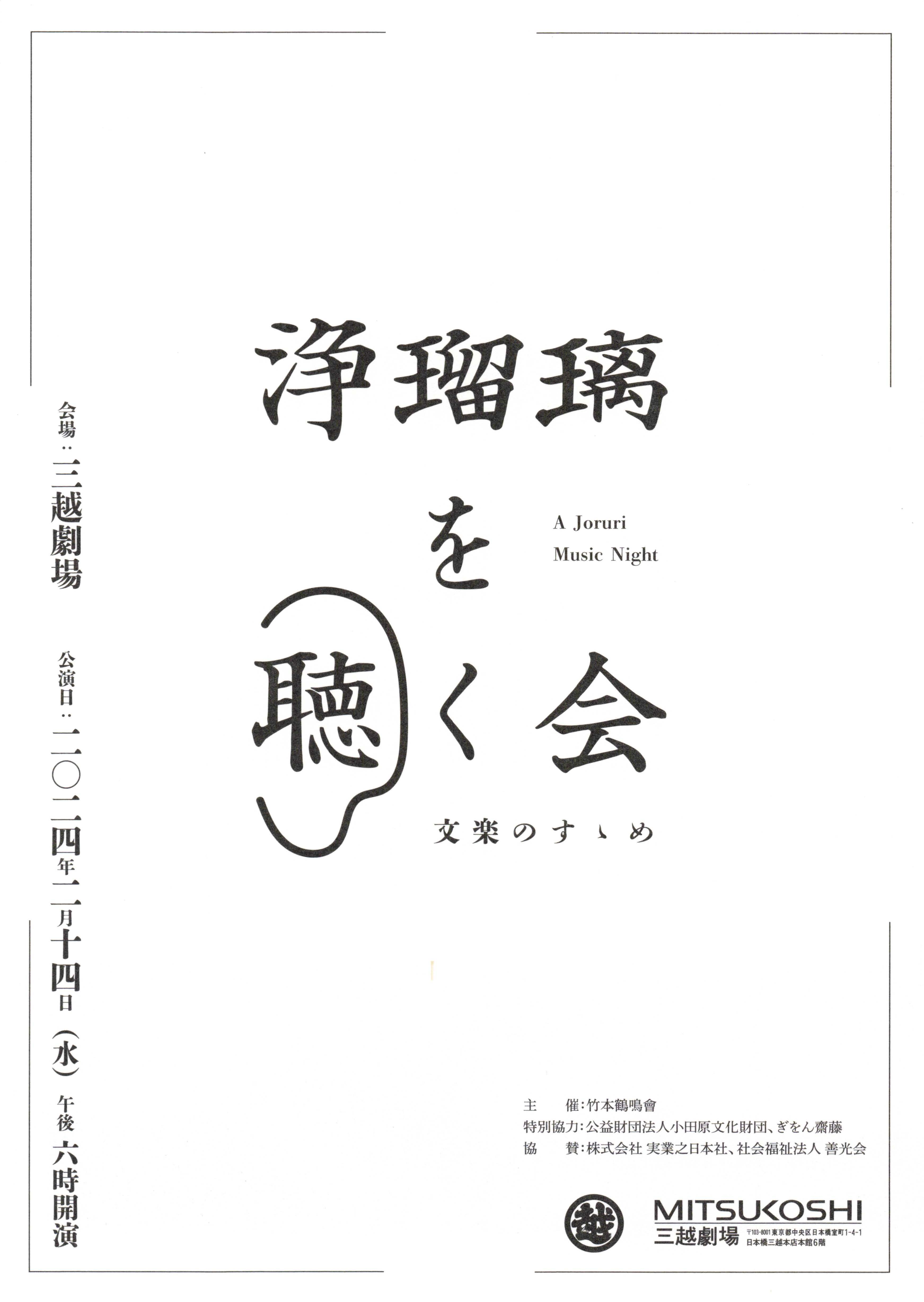
第1回『浄瑠璃を聴く会』のチラシ

### 見る
三業（太夫・三味線弾き・人形遣い）の芸を支える道具や衣裳、優美な文楽人形を展示する「文楽のすゝめ」展を東京・京都の2か所で実施
〈東京会場〉
会期／2018年5月12日（土）～27日（日）
会場／AT THE CORNER by ARTS&SCIENCE
〈京都会場〉
会期／2018年3月10日（土）～3月25日（日）
会場／「HIN アーツ＆サイエンス 二条通京都」

### 体験する
文楽を身近に感じてもらうために文楽の聖地で義太夫節体験教室「重要文化財 中之島図書館から文楽のすゝめ」を実施
日程／2018年11月17日,20日,22日
会場／重要文化財 中之島図書館

### 学ぶ
NHK文化センター梅田教室にて2019年より「文楽のすゝめ」教室の講師を務める。プロならではの視点で文楽についてわかりやすく紐解く、時に実演を交えながらのレクチャーが人気を集めている。国立劇場の閉場に伴い、2023年12月2日にNHK文化センター柏教室で関東圏初の文楽のすゝめ講座が開講された。柏は2023年12月公演の開催地である北千住とは同じ常磐線の沿線であり、講座内では今後も柏教室他の関東圏での講座の開講が示唆された。

### トークイベント
2022年5月21日銀座蔦屋書店にて「竹本織太夫『14歳からの 文楽のすゝめ』刊行記念　トークイベント」が行われた。同年12月13日に第2弾が、2023年2月9日に第3弾が開催された。

### SNS
X（旧Twitter）にて公演情報をはじめ、楽屋内の風景から日常までを幅広く更新。

### Podcast
2024年1月よりSpotify内で聴き手シゲフジ（重藤暁）とともにざっくばらんに伝統芸能の魅力を伝えるPodcastプログラム 文楽のすゝめ『オリもオリとて』 の配信を開始。 OPジングル提供は次世代型アンサンブルEnsemble FOVE。

### Travel
NHK文化センターの企画で読売旅行主催の大阪国立文楽劇場観劇ツアーを発売。観劇前の竹本織太夫の特別解説と観劇後にオモニ本店を特別貸切で「織太夫焼き」を食べながらの竹本織太夫との夕食懇親会付き。

### Web連載
2024年4月より和樂Webサイト上で文楽の魅力を伝える連載『文楽のすゝめ 四季オリオリ』を開始。

## 織太夫稲荷
伏見稲荷大社境内にある石宮。通称を「織太夫稲荷」という。もともとは塚であったが、明治33年（1900年）に本社殿造の石宮となり、現在の石宮を四代目竹本織太夫が明治44年（1911年）1月に寄進し、正面に「四代目竹本織太夫 堀江座々主 木津谷吉兵衛」と刻んでいる。大正4年（1915年）に石鳥居が奉納された。高さ11尺5寸（約3m48cm)で、伏見稲荷大社の本殿に最も近い最大の石宮である。

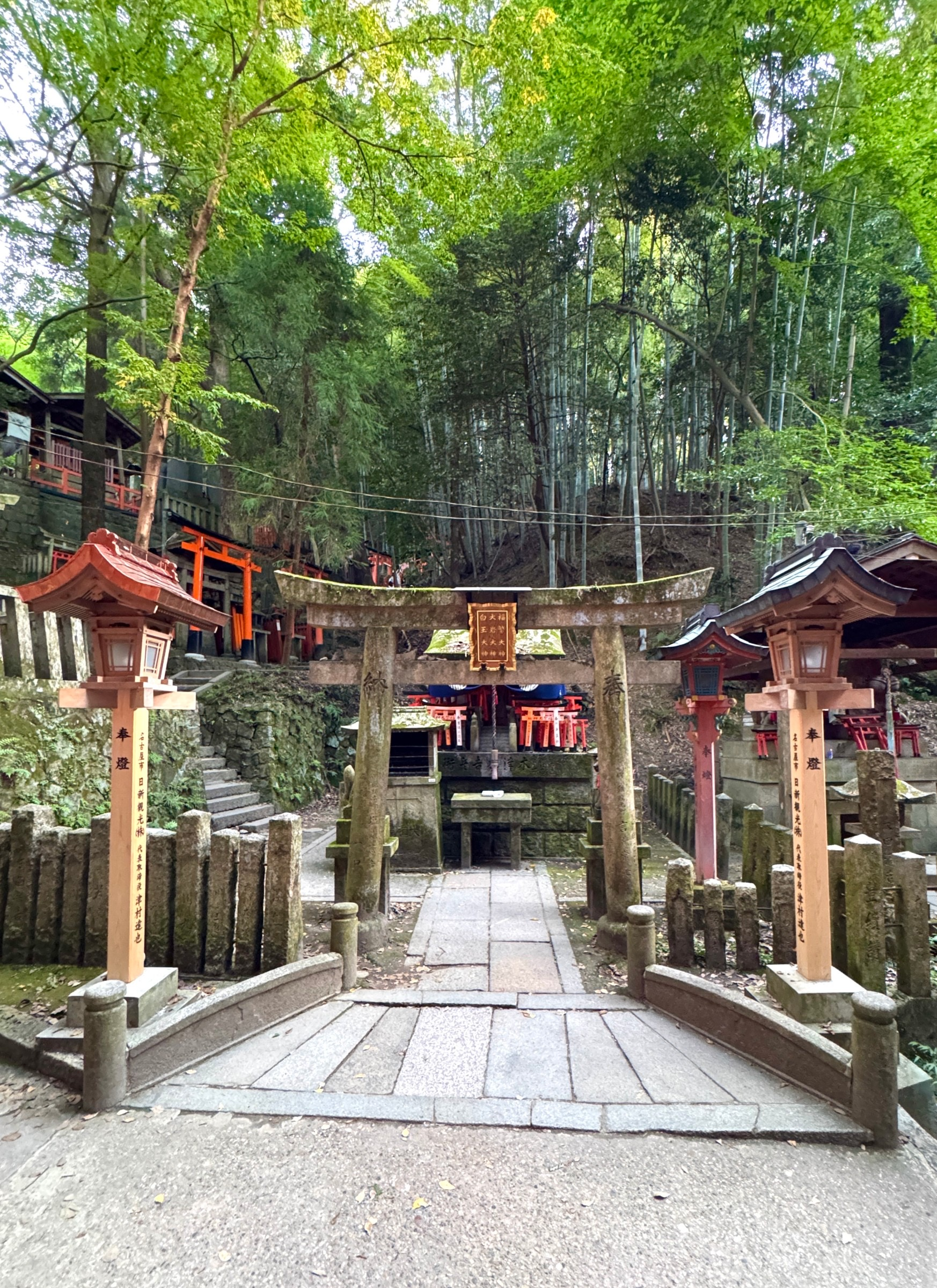
織太夫稲荷(全景)

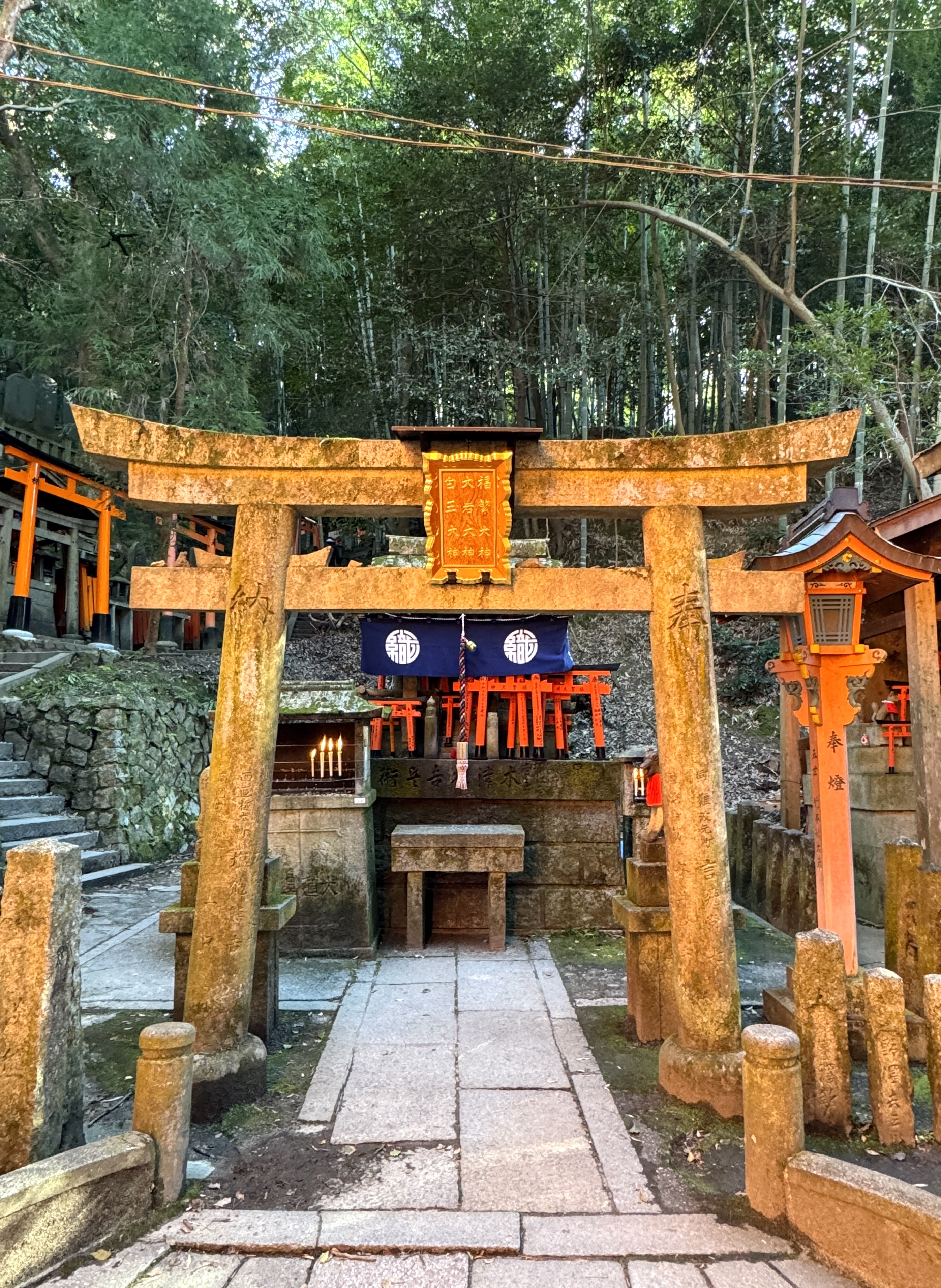
幔幕が張られた織太夫稲荷（全景）

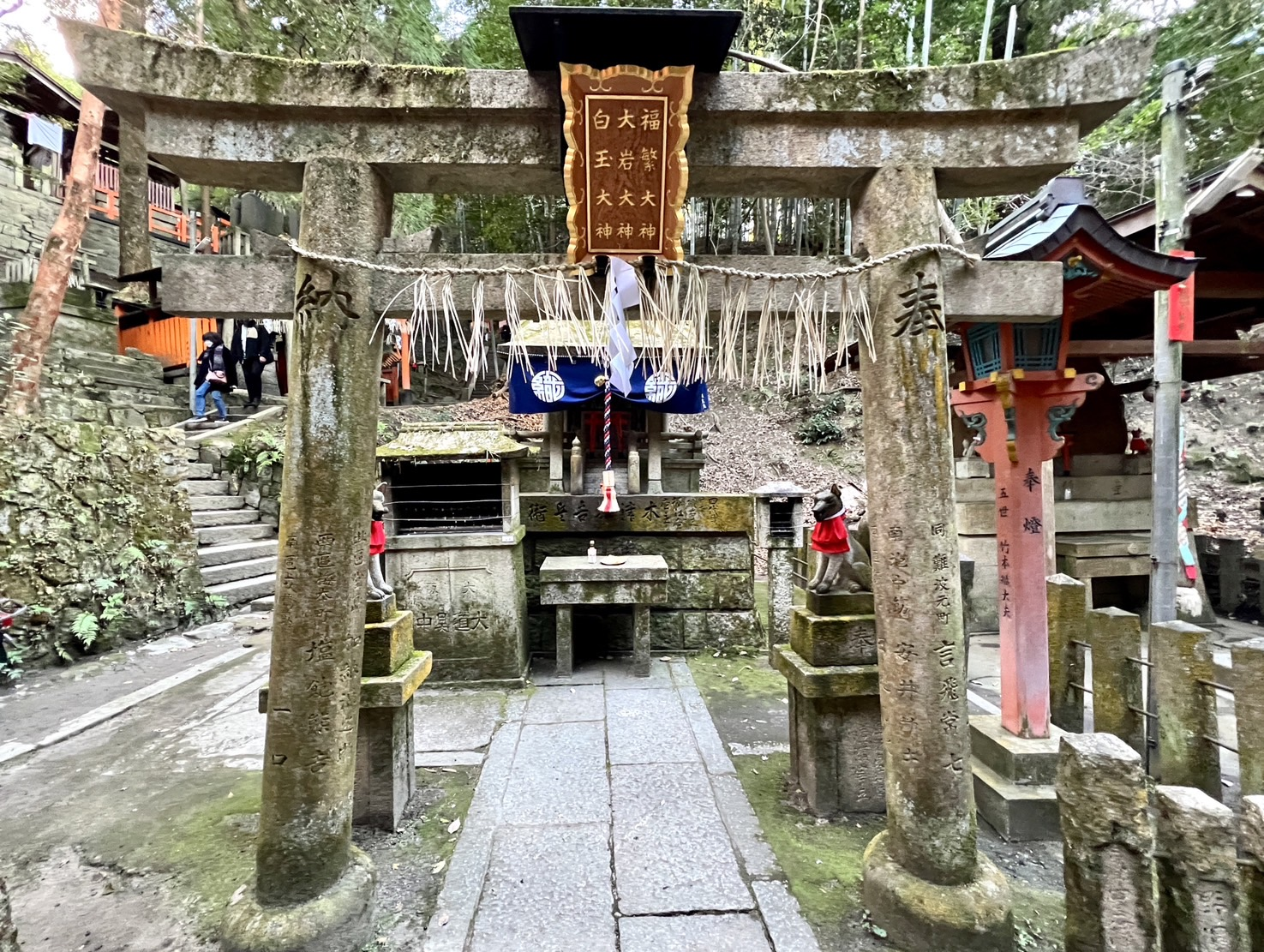
鈴の緒がつけられ、注連縄が貼られた織太夫稲荷

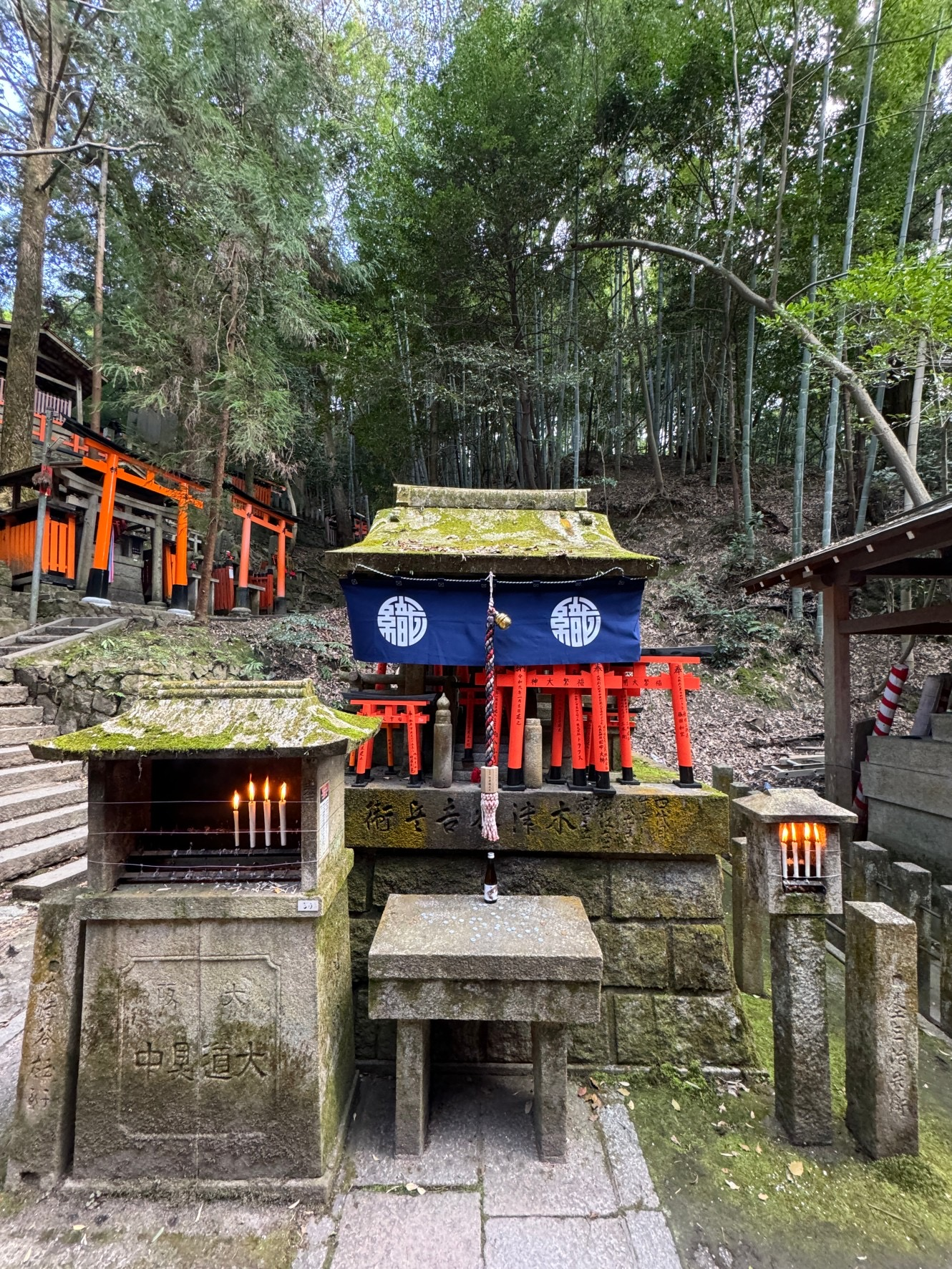
幔幕が張られた織太夫稲荷（近景）

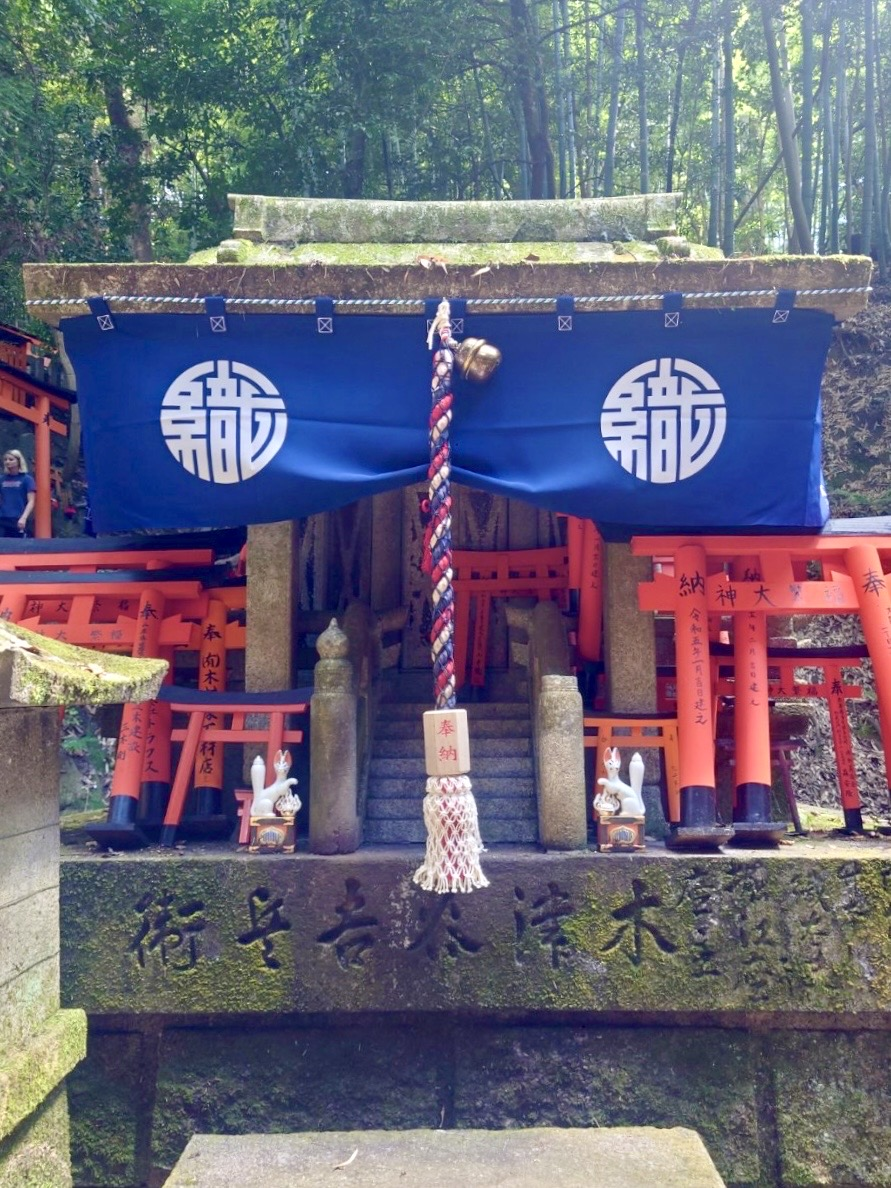
鈴の緒がつけられた織太夫稲荷（近景）

六代目竹本織太夫襲名披露の4ヶ月後である令和元年（2019年）7月の豪雨災害により石鳥居が倒壊したため、六代目竹本織太夫が私財を投じ再建。令和4年（2022年）8月に再建された石鳥居に神額が奉納された。同年11月16日織太夫稲荷再興の奏告祭が伏見稲荷大社本殿で執り行われ、織太夫の替え紋（織の紋）の入った幔幕が奉納された。同月、鈴の尾も奉納されている。織太夫は「タイミングにも縁を感じ、六代目として必ずここを立派にすると約束した」「六代目としての自覚を強くした。同じ織太夫を名乗る者として木津谷さんの御霊(みたま)を大事に扱い、今後の活動を見守っていただきたい」とコメントしている。

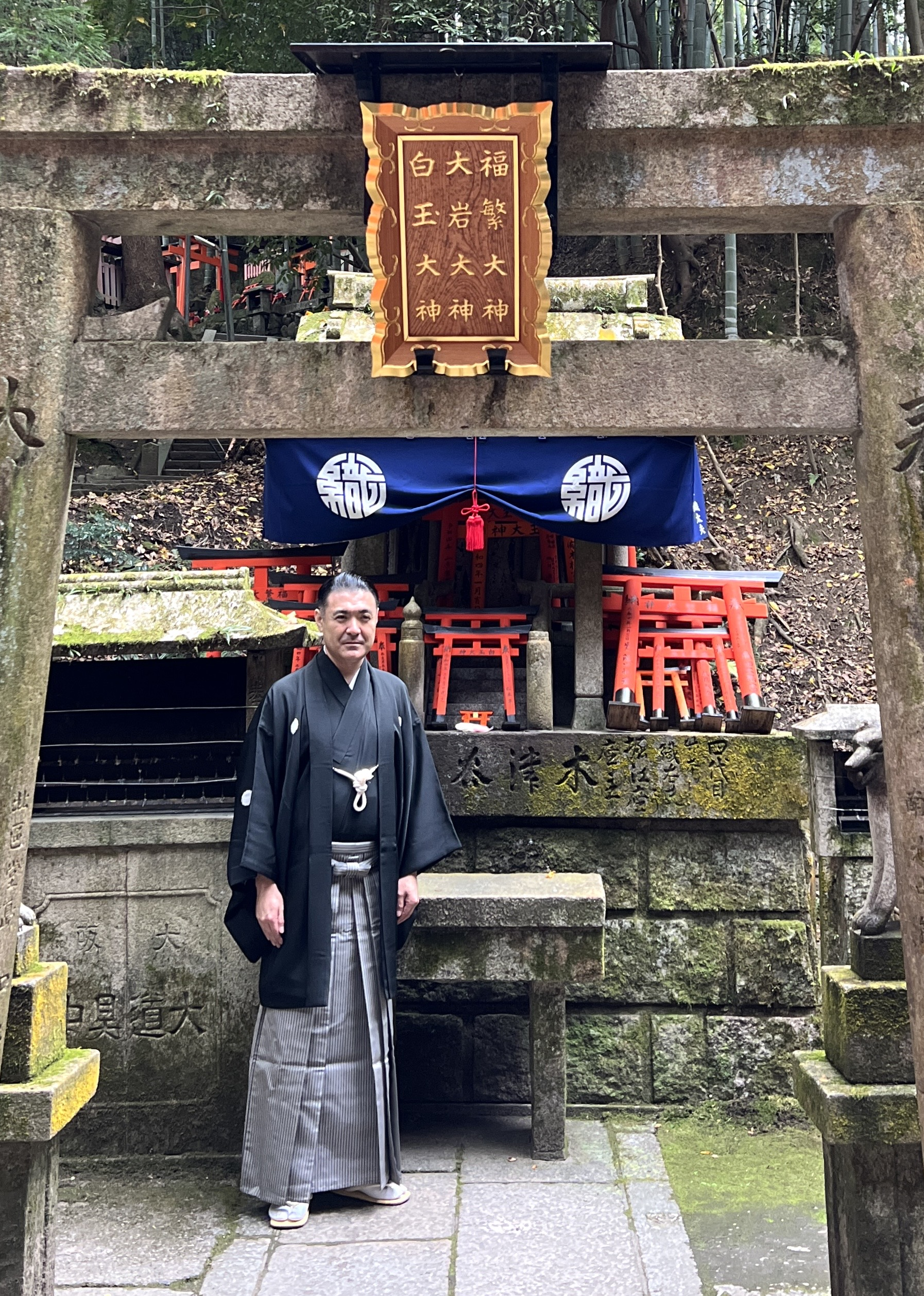
織太夫稲荷再興の奏告祭を執り行う六代目竹本織太夫

## シン・偲ぶ奥津城

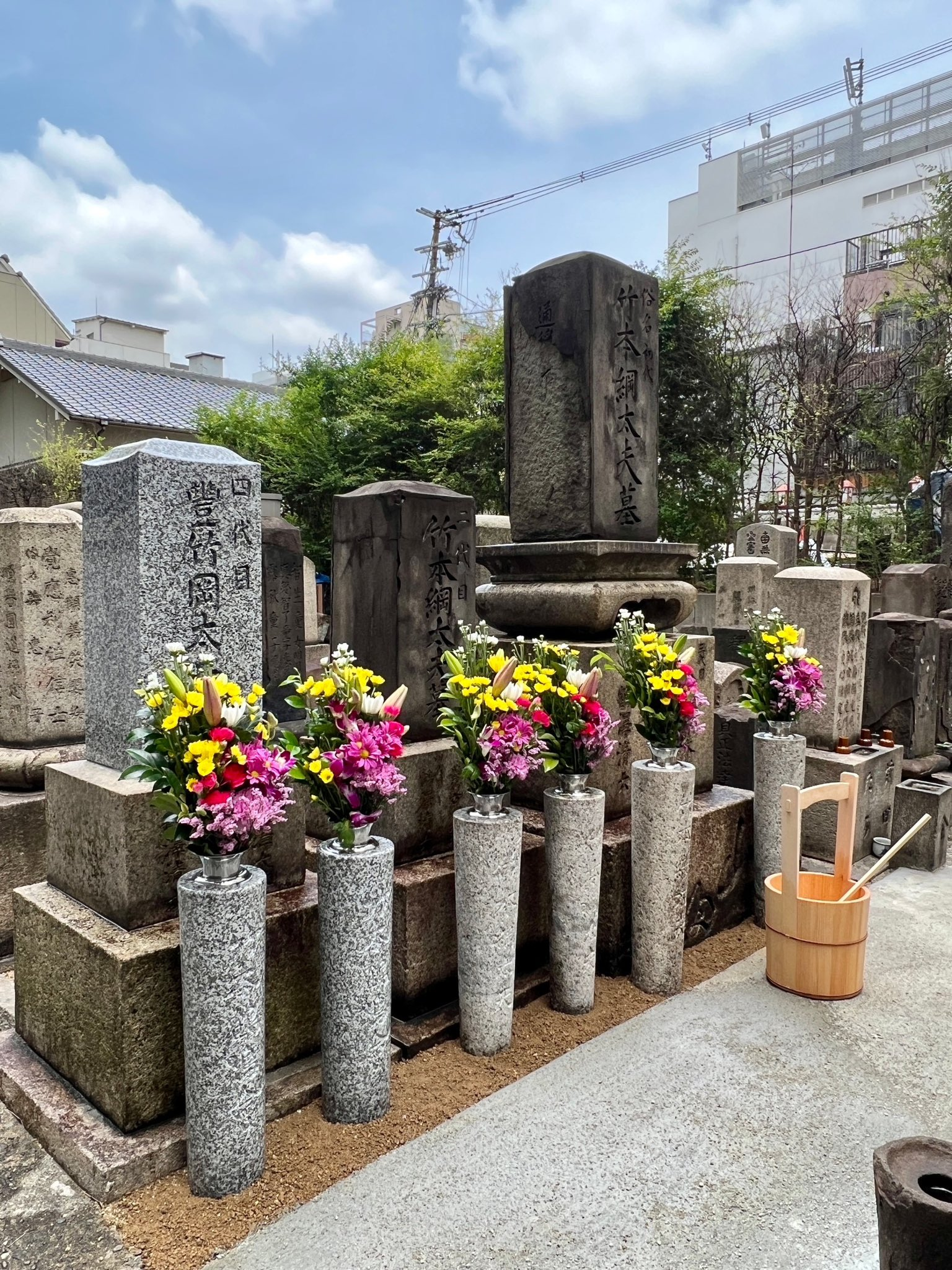
初代、二代目綱太夫墓の六代目綱太夫花立孔再加工、六代目織太夫花立新設、四代目岡太夫墓棹石再建工事及び周辺撤去処分工事

竹本綱太夫家にとって重要な法善寺（初代綱太夫の墓、二代目綱太夫の墓、七代目綱太夫の住居）にある竹本綱太夫家にゆかりの墓を六代目竹本織太夫が2023年（令和5年）より私財を投じ再建を行っている。なお『偲ぶ奥津城』は六代目竹本織太夫の祖父師匠である二代目豊竹古靱太夫（山城少掾）が昭和6年（1931年）11月に南地法善寺にて初代綱太夫をはじめ先人の13基の墓碑の改修を行った際に発行した冊子の名称。
四代目豊竹(竹本)岡太夫墓の棹石の再建及び花立の新設
現存する四代目豊竹(竹本)岡太夫の墓は、その弟子である六代目竹本綱太夫の建立によるもの。2023年（令和5年）六代目竹本織太夫に入門した門弟が、六代目岡太夫の幼名である竹本織栄太夫を名乗ることになったことを機に、竹本鶴鳴會がこの墓を管理することになり、竹本鶴鳴會が棹石を再建し、花立を新設。同年6月7日に開眼法要が営まれた。同時に周辺撤去処分工事も行われた。
初代、二代目綱太夫墓の花立の再加工及び新設

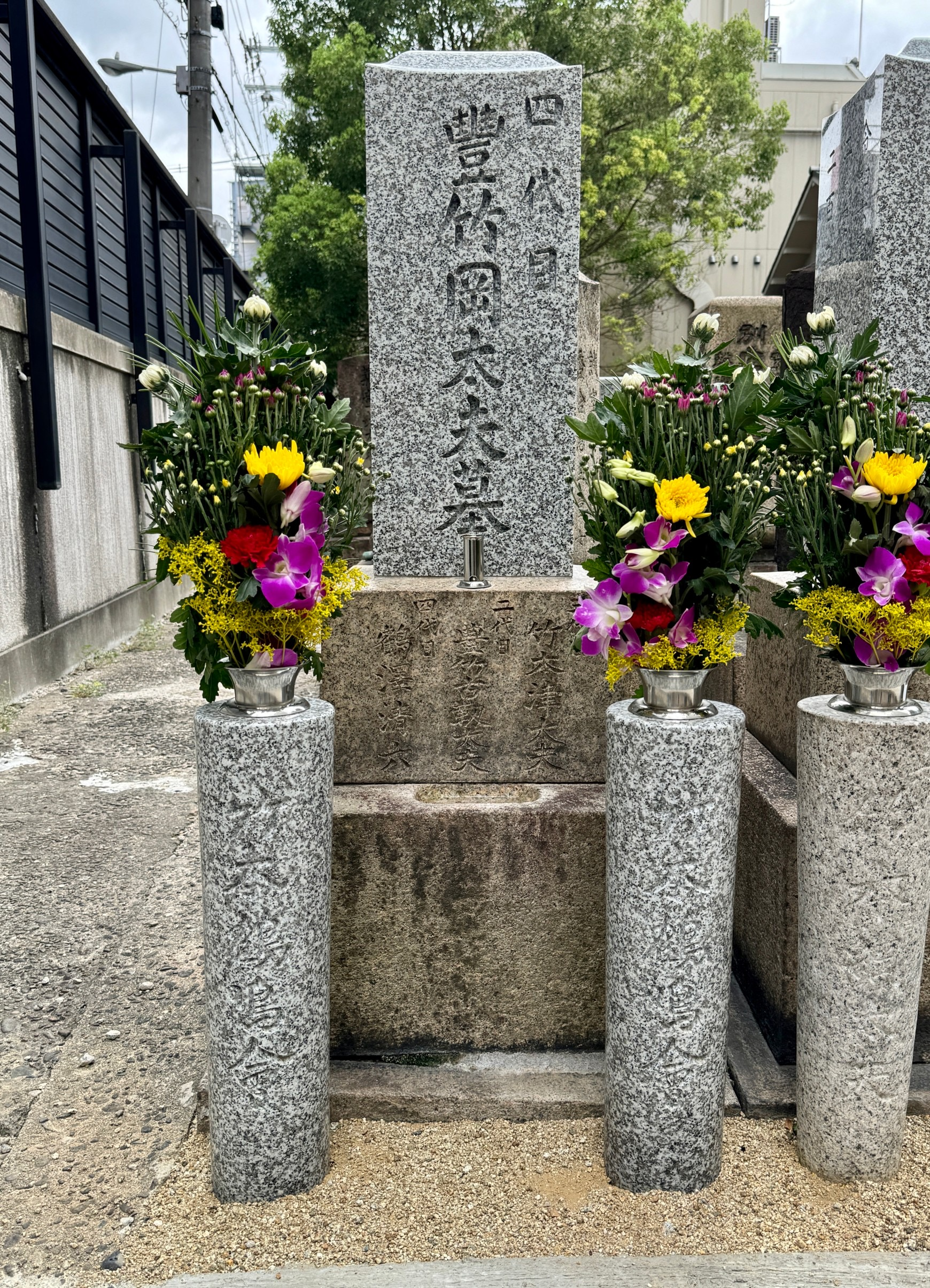
四代目豊竹岡太夫墓

2023年（令和5年）6月に初代、二代目綱太夫墓の六代目綱太夫名の花立3本の孔再加工工事を行い、六代目織太夫名の花立を1本新設した。

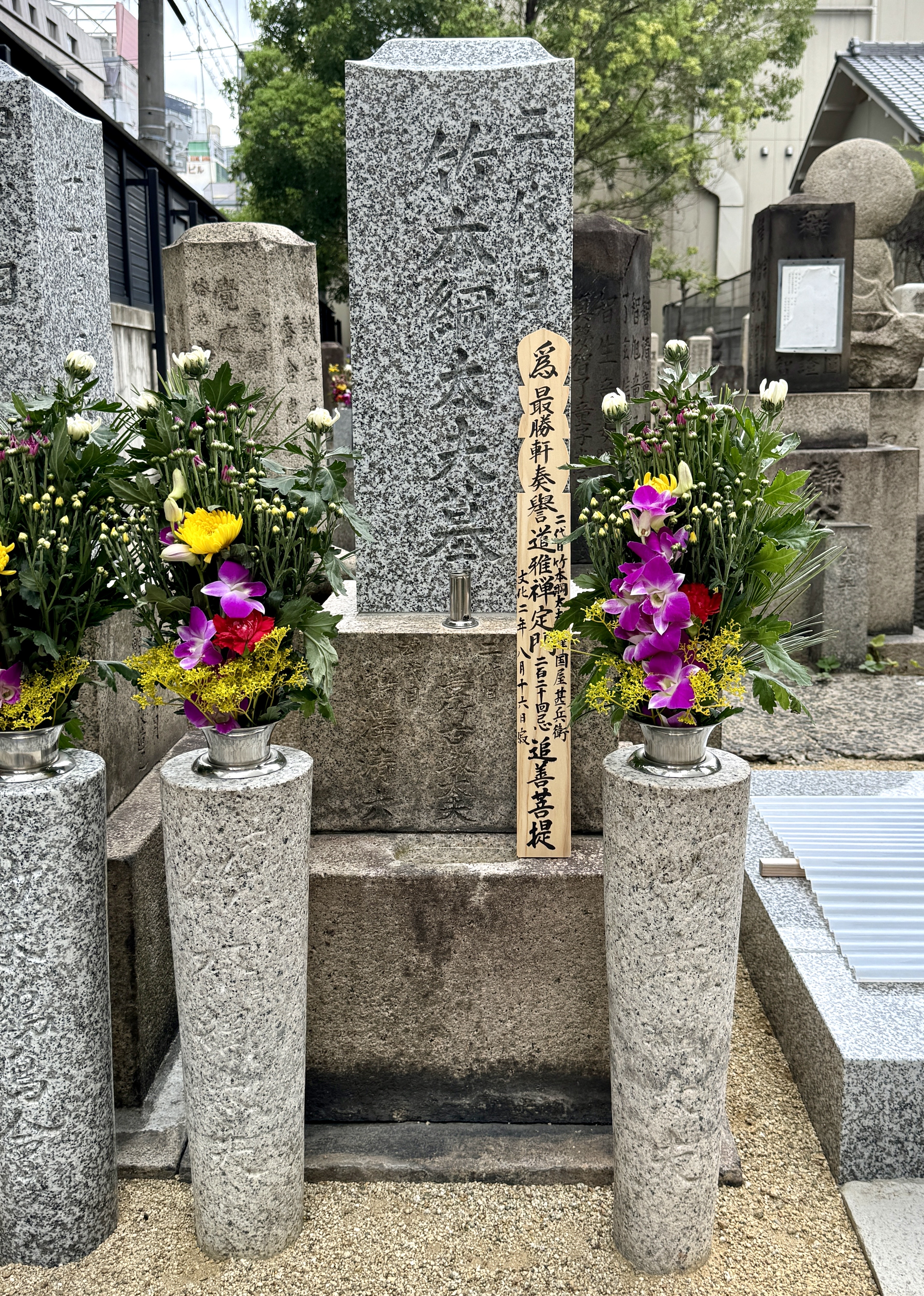
二代目竹本綱太夫墓（法善寺）

二代目綱太夫墓と四代目岡太夫墓の線香立て設置と水溜めの再加工
2024年（令和6年）3月完了。

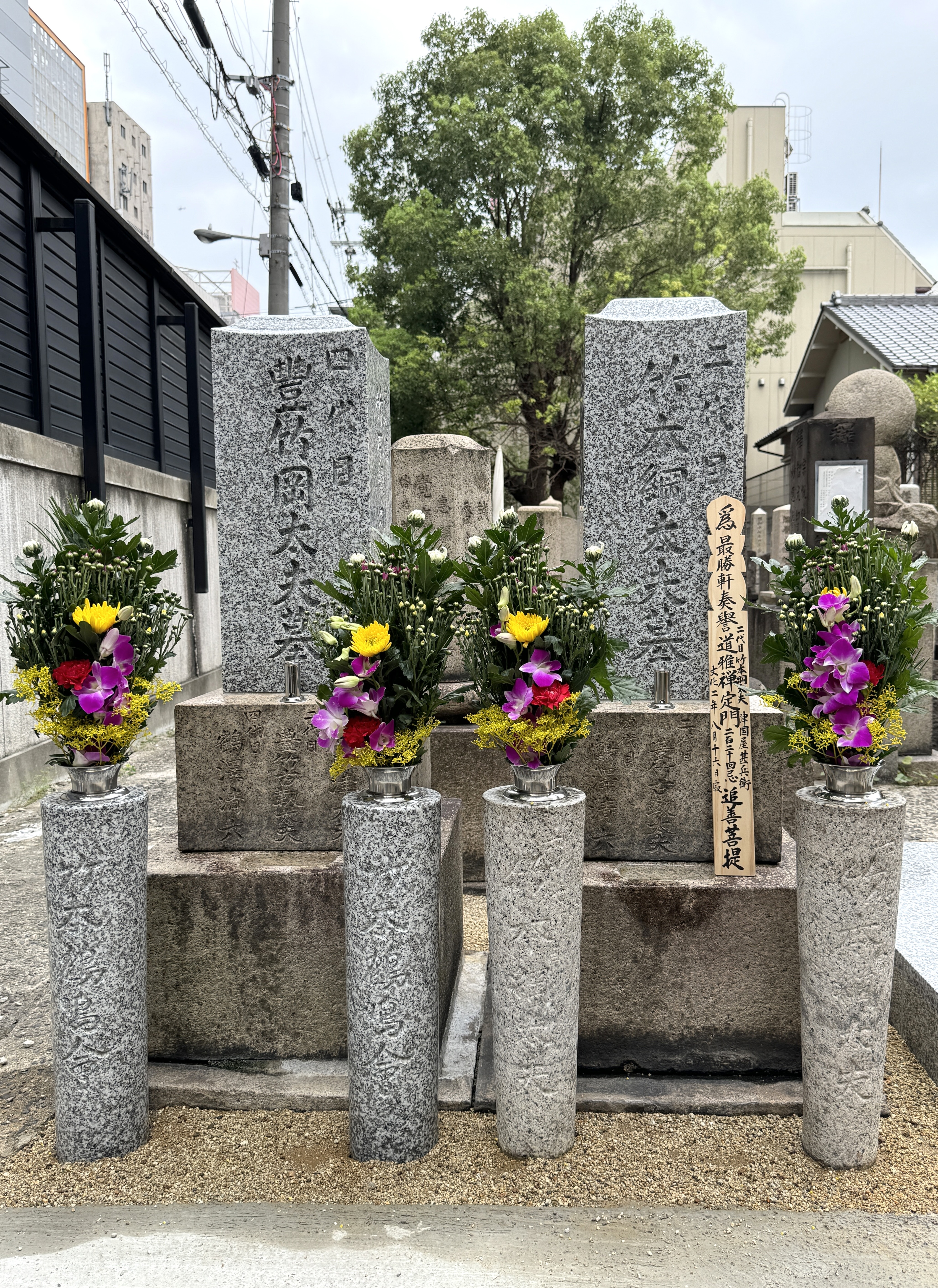
二代目竹本綱太夫220回忌祥月命日の開眼法要に際して二代目綱太夫墓の竿石新設並びに二代目綱太夫・四代目岡太夫墓の線香立て新設と水溜めの再加工に際して花立再移設
2024年（令和6年）8月完了。

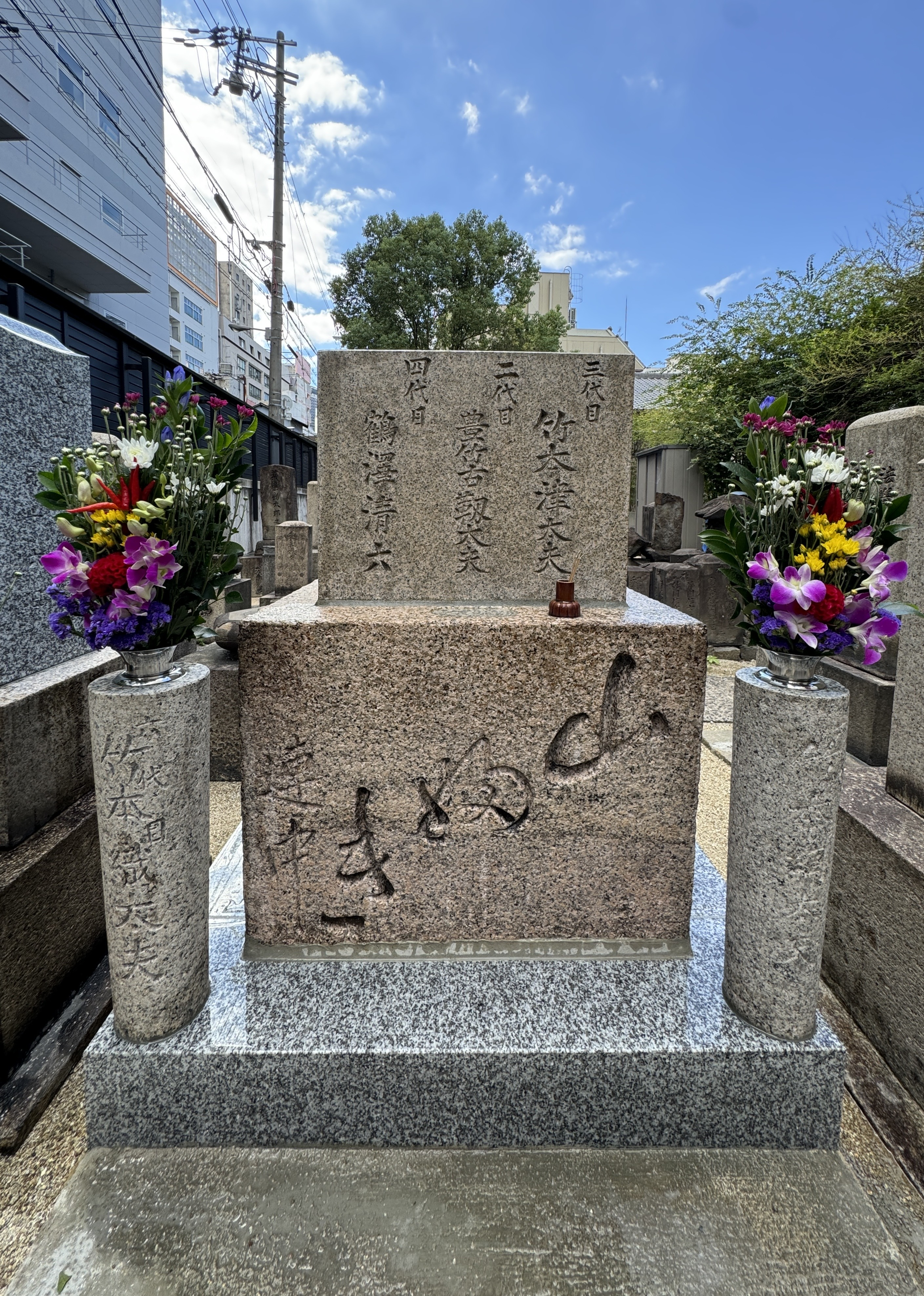
初代竹本綱太夫墓の巻石新設及び下台設置

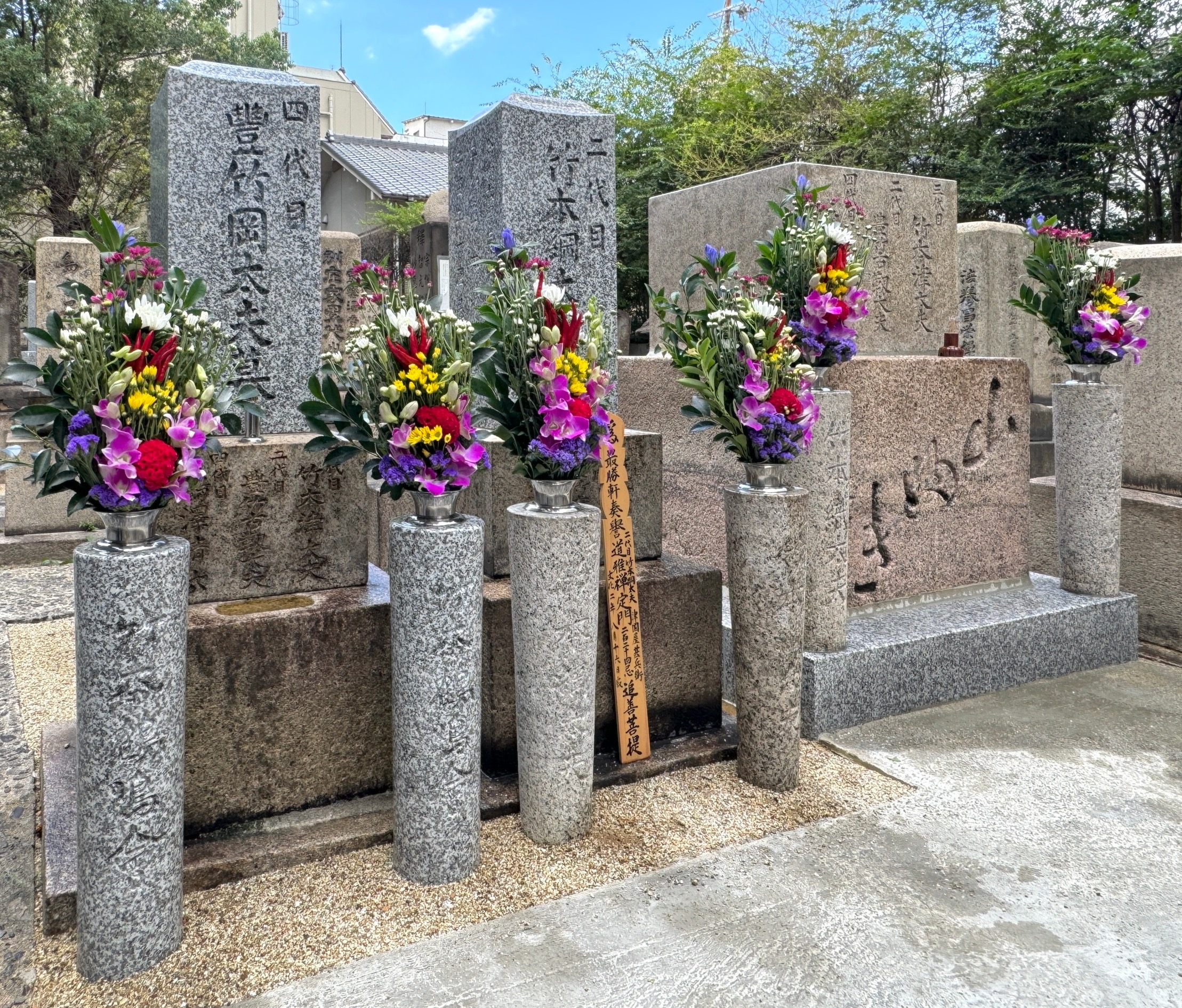
四代目岡太夫墓、二代目綱太夫墓、初代綱太夫墓（中台まで）

2024年（令和6年）9月完了。 250年前の岡山県笠岡産の下台を新設した巻石に設置
両国回向院の三代目竹本織太夫墓の線香立て設置と水溜めの再加工に際して花立設置工事
2025年（令和7年）2月完了。

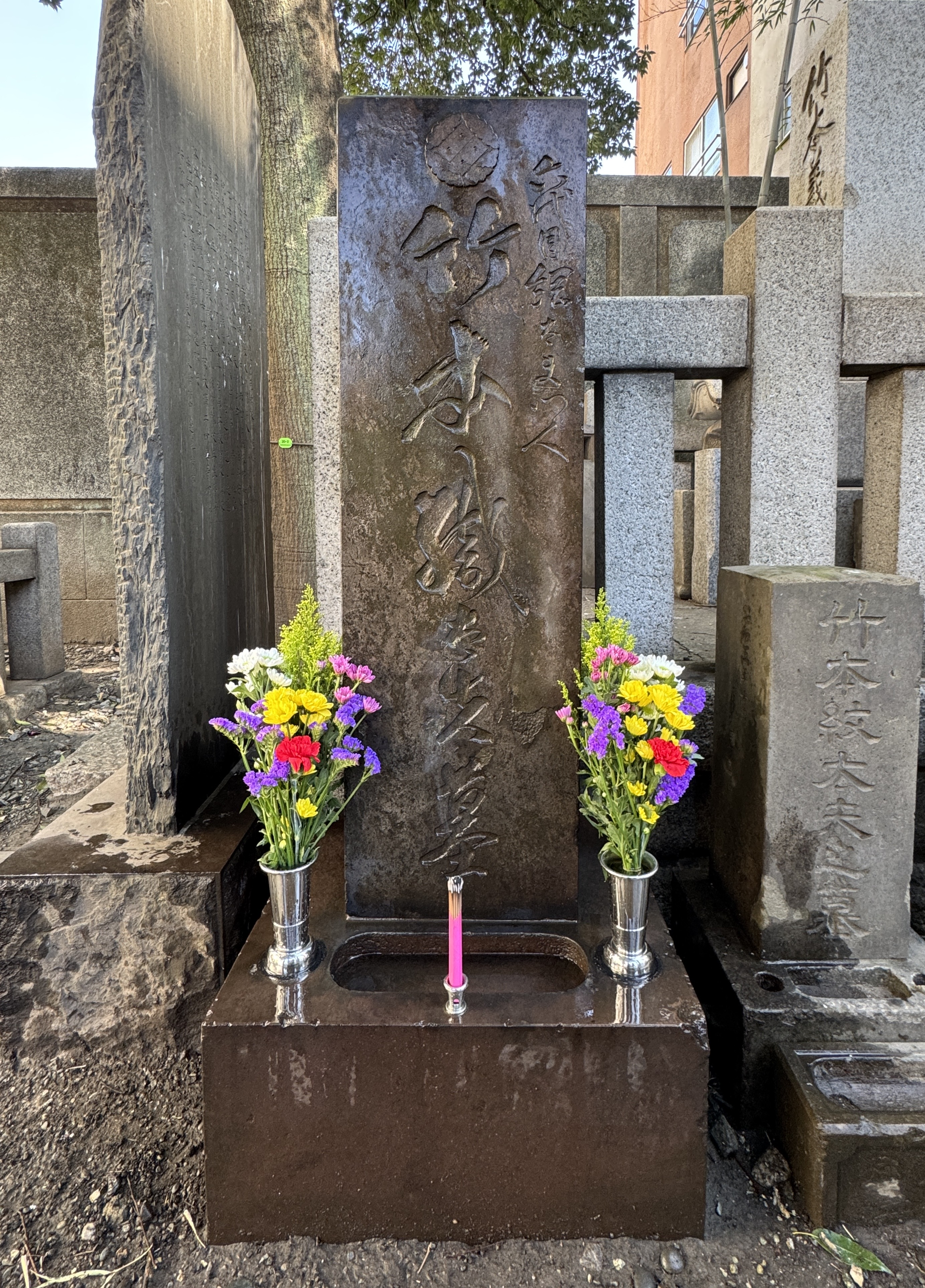
三代目竹本織太夫墓

初代竹本咲太夫（初代男徳齋）墓の花立の孔再加工、水溜めの再加工工事

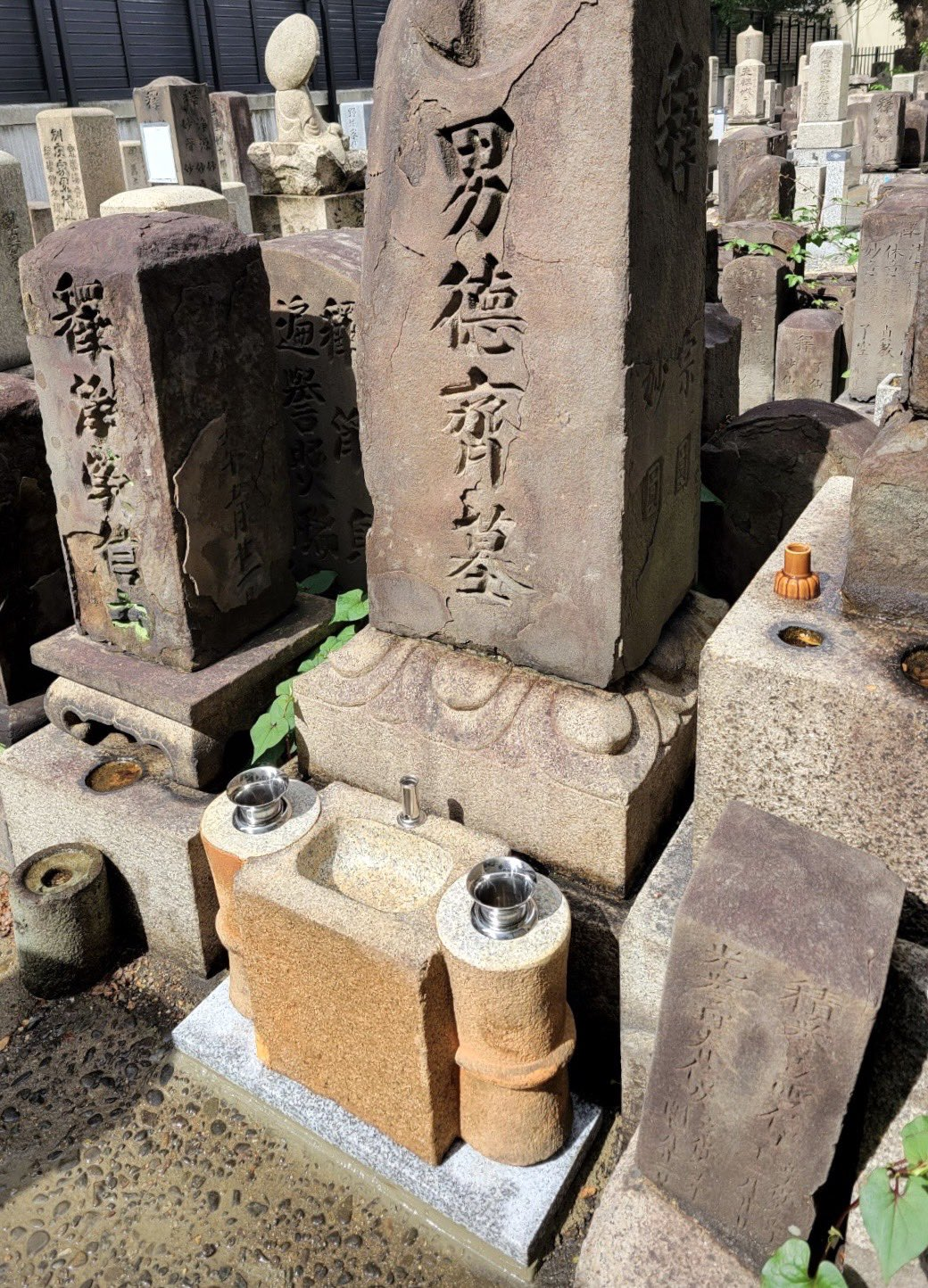
初代竹本男徳斎（初代竹本咲太夫）の墓

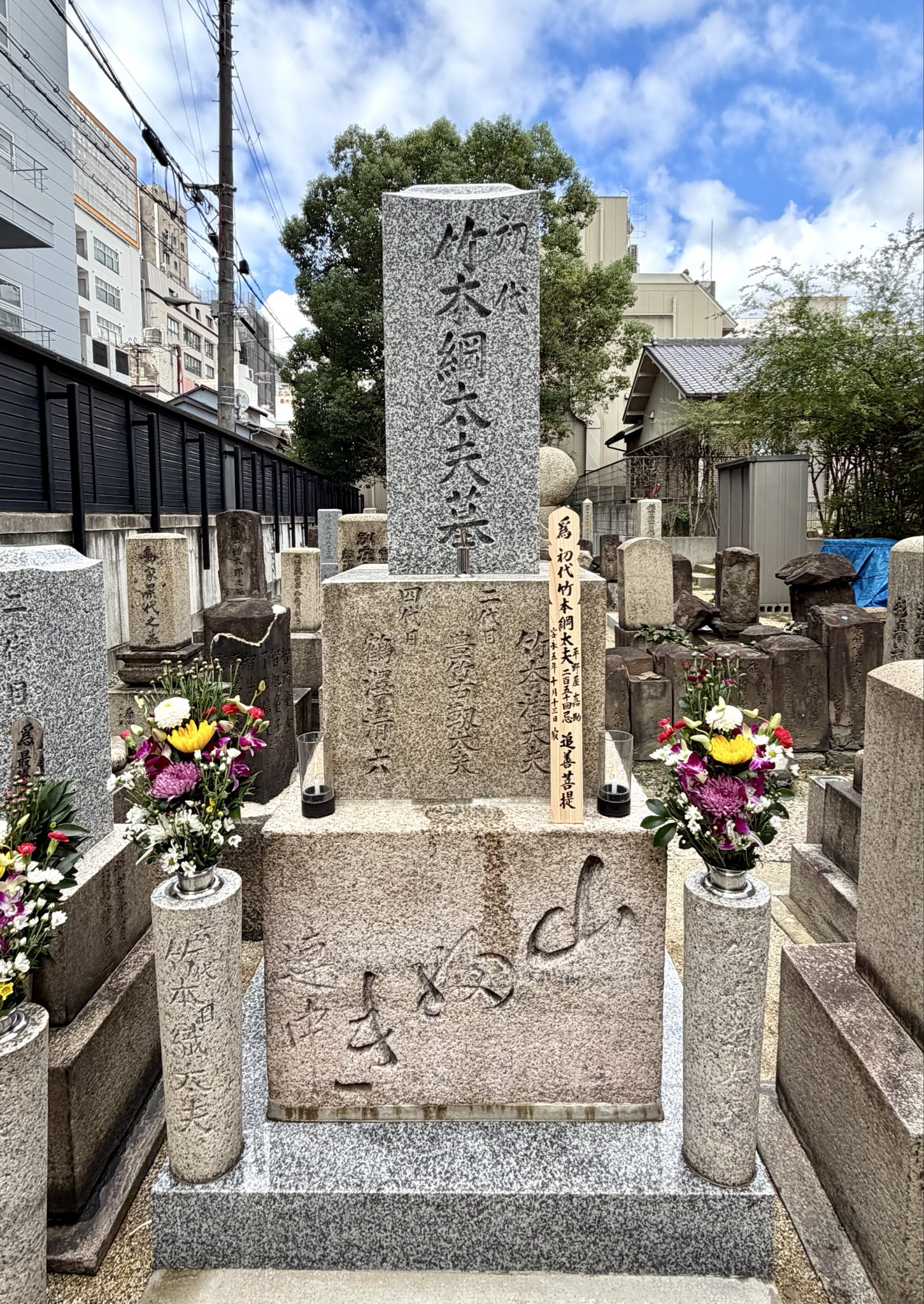
初代竹本綱太夫の墓

初代竹本綱太夫墓の竿石の設置
2025年（令和7年）5月完了

## レビュー
豊竹咲甫太夫時代から雑誌「LIBERTINES」にて4回、雑誌「ケトル」にて50回の計54回レビューを執筆している。2024年4月このレビューを投稿するXのアカウント「竹本織太夫 『ケトル』Review」を作成。

## 受賞歴
- 2001年（平成13年） 7月 平成12年度因協会奨励賞[14]
- 2004年（平成16年） 1月 第32回(平成15年度)文楽協会賞
- 2006年（平成18年） 3月 平成17年度大阪舞台芸術新人賞
- 2007年（平成19年） 4月 第35回(平成18年度)文楽協会賞
- 2007年（平成19年） 4月 第26回(平成18年度)国立劇場文楽賞文楽奨励賞
- 2009年（平成21年） 2月 十三夜会賞
- 2009年（平成21年） 4月 第28回(平成20年)国立劇場文楽賞文楽奨励賞
- 2009年（平成21年） 9月 大阪文化祭賞奨励賞
- 2011年（平成23年） 1月 十三夜会賞
- 2011年（平成23年） 2月 平成22年度咲くやこの花賞
- 2011年（平成23年） 6月 十三夜会賞奨励賞
- 2013年（平成25年） 3月 第34回松尾芸能賞新人賞
- 2013年（平成25年） 9月 平成25年度大阪文化祭賞グランプリ
- 2018年（平成30年） 1月 2017年関西元気文化圏賞ニューパワー賞
- 2018年（平成30年） 1月 十三夜会賞
- 2019年（平成31年） 4月 第38回(平成30年度)国立劇場文楽賞文楽優秀賞
- 2024年（令和6年）3月 令和5年度 大阪文化祭賞受賞[65]（ 初春文楽公演『壇浦兜軍記　阿古屋琴責の段』の成果）

## 著書・連載

### 著書
- 『豊竹咲甫大夫と文楽へ行こう』（旬報社 2004年）
- 『文楽のすゝめ』（実業之日本社 2018年）
- 『ビジネスパーソンのための文楽のすゝめ』（実業之日本社 2019年）
- 『14歳からの文楽のすゝめ』（実業之日本社 2022年）

### 連載
- 「サキホ風」[66]―すばる（2002年6月号-2005年3月号）
- 「SPT」―SPT（03－05号 2006年-2009年）
- 「LIBERTINES REVIEW」[67]ーLIBERTINES（No.1-No.4 2010年5月号-12月号)
- 「review　40人のここが気になる」[68]―ケトル（VOL.00-VOL.49 2011年-2019年）
- 「この語りがすごい！ 文楽に学ぶ現代教養講座」[69]ー週刊朝日（2014年11月7日号ｰ2016年4月29号）
- 『文楽のすゝめ 四季オリオリ[50]』―和樂web（2024年4月～）

## 舞台出演
1986年(昭和61年)
3月 傾城阿波の鳴門 巡礼歌の段(おつる) ※若手向上素浄瑠璃の会
1993年(平成5年)
6月 団子売 　※文楽鑑賞教室
7月 鬼一法眼三略巻 五條橋の段
9月 鬼一法眼三略巻 五條橋の段
11月 二人禿
12月 面売り
1994年(平成6年)
1月 花競四季寿 万才・海女・関寺小町・鷺娘
2月 長町女腹切 おはな半七 道行
4月 妹背山婦女庭訓 道行恋苧環
6月 伊達娘恋緋鹿子 火の見櫓の段 ※文楽鑑賞教室
7月 曾根崎心中 天神森の段
9月 芦屋道満大内鑑 大内の段
11月 仮名手本忠臣蔵 鶴ヶ岡兜改めの段 祇園一力茶屋の段(仲居)
12月 日高川入相花王 渡し場の段
1995年(平成7年)
1月 寿柱立万歳
2月 平家女護島 舟路の道行より敷名の浦の段
4月 鳴響安宅新関 勧進帳の段(番卒)
5月 生写朝顔話 宇治川蛍狩りの段、鳴響安宅新関 勧進帳の段(番卒)
6月 鬼一法眼三略巻 五條橋の段 ※文楽鑑賞教室
7月 まんだが池物語 野道の段
9月 鬼一法眼三略巻 五條橋の段
11月 団子売
12月 奥州安達原 朱雀堤の段(久助・家来)
1996年(平成8年)
1月 七福神宝の入船 (毘沙門)、伽羅先代萩 竹の間の段(腰元)
2月 信州川中島合戦 輝虎配膳の段(柿崎)、心中天網島 道行名残の橋づくし
4月 芦屋道満大内鑑 大内の段
5月 義経千本桜 道行初音旅
6月 寿柱立万歳  ※文楽鑑賞教室
7月 冥途の飛脚 道行相合かご
9月 菅原伝授手習鑑 加茂堤の段
11月 菅原伝授手習鑑 加茂堤の段
12月 仮名手本忠臣蔵 鶴ヶ岡兜改めの段 城明渡しの段
1997年(平成9年)
1月 連獅子
2月 雙生隅田川 狂女道行
4月 義経千本桜 仙洞御所の段
5月 義経千本桜 仙洞御所の段
6月 伊達娘恋緋鹿子 火の見櫓の段 ※文楽鑑賞教室
7月 雪狐々姿湖 崑山の秋(左コン)
9月 嬢景清八嶋日記 花菱屋の段(遊君)
11月 二人禿
12月 仮名手本忠臣蔵 祇園一力茶屋の段(力弥)(仲居)、鬼一法眼三略巻 五條橋の段　※文楽鑑賞教室
1998年(平成10年)
1月 良弁杉由来 志賀の里の段(腰元)
2月 曾根崎心中 天神森の段、今宮の心中 瓦町橋浜際の段(侍)
4月 寿柱立万歳
5月 伊賀越道中双六 和田行家屋敷の段 口　藤川新関の段　引抜き　団子売
6月 釣女 (美女)　※文楽鑑賞教室
6月 傾城阿波の鳴門 十郎兵衛住家の段 口　※文楽鑑賞教室
7月 大江山の鬼退治 頼光山入りの段
9月 きぬたと大文字、生写朝顔話 宇治川蛍狩りの段(鹿内)
11月 仮名手本忠臣蔵 鶴ヶ岡兜改めの段 城明渡しの段
12月 仮名手本忠臣蔵 光明寺焼香の段(十太郎・諸士)
1999年(平成11年)
1月 奥州安達原 朱雀堤の段(六)
2月 鑓の権三重帷子 伏見京橋妻敵討の段(甚平)、夕霧阿波鳴渡 扇屋内の段(医者梅庵)
4月 妹背山婦女庭訓 小松原の段(采女) 道行恋苧環
5月 妹背山婦女庭訓 小松原の段(采女) 道行恋苧環
6月 鬼一法眼三略巻 五條橋の段、傾城恋飛脚 新口村の段 口　※文楽鑑賞教室
7月 曾根崎心中 天神森の段
9月 ひらかな盛衰記 大津宿屋の段(亭主)
11月 平家女護島 六波羅の段(上臈)
12月 加賀見山旧錦絵 草履打ちの段(腰元)、伊達娘恋緋鹿子 火の見櫓の段　※文楽鑑賞教室
2000年(平成12年)
1月 一谷嫰軍記 陣門の段(軍兵)
2月 源平布引滝 竹生島遊覧の段(宗盛)、面売り
4月 契情倭荘子 蝶の道行
5月 伽羅先代萩 竹の間の段(鶴喜代君)
6月 団子売  ※文楽鑑賞教室
6月 壺坂観音霊験記 土佐町松原の段 ※文楽鑑賞教室
7月 国言詢音頭 大川の段(菊野)
9月 仮名手本忠臣蔵 道行旅路の嫁入、花水橋引揚の段
11月 双蝶々曲輪日記 難波裏喧嘩の段(吾妻)
12月 彦山権現誓助剣 須磨浦の段(弥三松) 、杉坂墓所の段口
2001年(平成13年)
1月 伽羅先代萩 竹の間の段(千松)
2月 国性爺合戦 千里が竹虎狩りの段(老一官)、心中宵庚申 道行思ひの短夜
4月 加賀見山旧錦絵 草履打の段(腰元)
5月 玉藻前曦袂 清水寺の段(腰元)
6月 二人三番叟  ※文楽鑑賞教室、伽羅先代萩 竹の間の段(鶴喜代君)、御殿の段 後 ※文楽若手会
7月 鳴響安宅新関 勧進帳の段(常陸坊)、夏祭浪花鑑 釣船三婦内の段 ｱﾄ
9月 本朝廿四孝 武田信玄館の段、道行似合の女夫丸
11月 本朝廿四孝 諏訪明神百度石の段(蓑作)、武田信玄館の段
12月 妹背山婦女庭訓 姫戻りの段
2002年(平成14年)
1月 寿柱立万歳
2月 奥州安達原 朱雀堤の段(瓜割)、堀川波の鼓 京堀川妻敵討の段(おゆら)
4月 菅原伝授手習鑑 車曳の段(桜丸)
5月 菅原伝授手習鑑 車曳の段(桜丸)
6月 曾根崎心中 天神森の段(徳兵衛) ※文楽鑑賞教室、菅原伝授手習鑑 車曳の段(杉王丸)、寺子屋の段 前 ※文楽若手会
7月 舌切雀 (爺善兵衛)、薫樹累物語 豆腐屋の段(高尾の亡霊・講中)
9月 心中天網島 道行名残の橋づくし(治兵衛)
11月 鬼一法眼三略巻 清盛館兵法の段(広盛)
12月 仮名手本忠臣蔵 腰元おかる文使いの段、仮名手本忠臣蔵 祇園一力茶屋の段(弥五郎) ※文楽鑑賞教室
2003年(平成15年)
1月 花競四季寿 万才・海女・関寺小町・鷺娘、壺坂観音霊験記 土佐町松原の段
2月 妹背山婦女庭訓 道行恋苧環(橘姫)
4月 妹背山婦女庭訓 小松原の段(小菊) 、蝦夷子館の段 口
5月 七福神宝の入船 (恵比寿)、鳴響安宅新関 勧進帳の段(常陸坊)
6月 鬼一法眼三略巻 五條橋の段(牛若丸) ※文楽鑑賞教室、面売り (案山子)　※文楽若手会
7月 西遊記エピソード1 水簾洞の段 閻魔王宮の段 桃薗の段 釜煮の段 雲上の段 五行山麓の段、女殺油地獄 徳庵堤の段(小菊)
9月 義経千本桜 小金吾討死の段(内侍)
11月 鑓の権三重帷子 浜の宮馬場の段(乳母) 、五十年忌歌念仏 笠物狂の段
12月 夏祭浪花鑑 釣船三婦内の段 ｱﾄ ※文楽鑑賞教室
2004年(平成16年)
1月 染模様妹背門松 生玉の段、良弁杉由来 桜宮物狂いの段
2月 曾根崎心中 天神森の段
4月 義経千本桜 道行初音旅
5月 妹背山婦女庭訓 小松原の段(雛鳥) 道行恋苧環
6月 菅原伝授手習鑑 寺入りの段 ※文楽鑑賞教室、二人三番叟 (三番叟)、義経千本桜 椎の木の段 奥 ※文楽若手会
7月 きぬたと大文字
9月 双蝶々曲輪日記 難波裏喧嘩の段(長吉)
11月 仮名手本忠臣蔵 下馬先進物の段、光明寺焼香の段(力弥)
12月 菅原伝授手習鑑 道行詞甘替(苅屋姫) 、喧嘩の段
2005年(平成17年)
1月 七福神宝の入船 (恵比寿)
2月 源平布引滝 竹生島遊覧の段(小まん)　、団子売 ※代演
4月 艶容女舞衣 道行霜夜の千日
5月 桂川連理柵 道行朧の桂川(長右衛門)
6月 団子売 (お臼)、傾城恋飛脚 新口村の段 口 ※文楽鑑賞教室、傾城恋飛脚 新口村の段 前 ※文楽若手会
7月 小鍛冶 (道成)
9月 女殺油地獄 徳庵堤の段(大尽蝋九) 河内屋内の段 中
11月 本朝廿四孝 諏訪明神百度石の段(濡衣) 、桔梗原の段 口
12月 一谷嫰軍記 須磨浦の段
2006年(平成18年)
1月 寿式三番叟、妹背山婦女庭訓 道行恋苧環(求馬)
2月 曾根崎心中 天神森の段(徳兵衛)
4月 菅原伝授手習鑑 車曳の段(桜丸)
5月 ひらかな盛衰記 松右衛門内より逆櫓の段 中
6月 鬼一法眼三略巻 五條橋の段(牛若丸) 、新版歌祭文 野崎村の段 中 ※文楽鑑賞教室、新版歌祭文 野崎村の段 前 ※文楽若手会
7月 連獅子 (雌獅子)
9月 仮名手本忠臣蔵 祇園一力茶屋の段(喜多八) 、雪転しの段
11月 紅葉狩 (維茂)
12月 義経千本桜 渡海屋・大物浦の段 口、中
2007年(平成19年)
1月 壺坂観音霊験記 土佐町松原の段
2月 妹背山婦女庭訓 道行恋苧環(求馬) 入鹿誅伐の段
4月 玉藻前曦袂 清水寺の段(采女之助)
5月 絵本太功記 妙心寺の段 口
6月 寿柱立万歳 (才三)、仮名手本忠臣蔵 身売りの段 ※文楽鑑賞教室、御所桜堀川夜討 弁慶上使の段(信夫) ※文楽若手会
7月 契情倭荘子 蝶の道行(助国)
9月 夏祭浪花鑑 住吉鳥居前 口
11月 曾根崎心中 天神森の段
12月 信州川中島合戦 輝虎配膳の段(直江)、新版歌祭文 座摩社の段(久松)
2008年(平成20年)
1月 七福神宝の入船 (布袋)
2月 義経千本桜 道行初音旅(忠信)、義経千本桜 河連法眼館の段 ※義太夫節に親しむ会
4月 競伊勢物語 春日村の段 中、日吉丸稚桜 駒木山城中の段 中
5月 狐と笛吹き その一　春のおぼろ その四　冬の寒灯 その五　雪の深山 その六　雪の湖
6月 絵本太功記 夕顔棚の段 ※文楽鑑賞教室、生写朝顔話 宿屋の段 ※文楽若手会
7月 西遊記～悟空の冒険～ 祇園精舎の段、鑓の権三重帷子 岩木忠兵衛屋敷の段 ※代演：20～22日、伏見京橋妻敵討の段(権三)　
9月 奥州安達原 環の宮明御殿の段 中、道行千里の岩田帯
11月 恋娘昔八丈 城木屋の段　前
12月 源平布引滝 九郎助内の段 後、菅原伝授手習鑑 寺入りの段 ※文楽鑑賞教室
2009年(平成21年)
1月 花競四季寿 万才・海女・関寺小町・鷺娘、曲輪文章 吉田屋の段、新版歌祭文 油屋の段※代演
2月 鑓の権三重帷子 伏見京橋妻敵討の段(権三)、敵討檻褸錦 春藤屋敷出立の段 中、大安寺堤の段※代演
4月 義経千本桜 渡海屋・大物浦の段　中
5月 ひらかな盛衰記 奥座敷の段
6月 二人三番叟、傾城恋飛脚 新口村の段 前 ※文楽鑑賞教室、一谷嫰軍記 熊谷陣屋の段 前 ※文楽若手会
7月 生写朝顔話 嶋田宿笑い薬の段 中、天変斯止嵐后晴 第六 元の森の中 第七 元の窟の中(春太郎・珍才・英理彦・権左衛門)
9月 天変斯止嵐后晴 第六 元の森の中 第七 元の窟の中(春太郎・珍才・英理彦・権左衛門)
10月 芦屋道満大内鑑 加茂館の段 口
12月 近江源氏先陣館 和田兵衛上使の段、仮名手本忠臣蔵 殿中刃傷の段(判官) ※文楽鑑賞教室
2010年(平成22年)
1月 伽羅先代萩 竹の間の段(八汐)
2月 花競四季寿 万才・海女・関寺小町・鷺娘
4月 妹背山婦女庭訓 万歳の段 道行恋苧環(橘姫)
5月 新版歌祭文 油屋の段　中
6月 団子売 (お臼)、ひらかな盛衰記 逆櫓の段 ※文楽鑑賞教室、妹背山婦女庭訓 金殿の段 ※文楽若手会
7月 日本振袖始 大蛇退治の段(稲田姫)
9月 良弁杉由来 桜宮物狂いの段、鰯売恋引網 五條橋の段
10月 一谷嫰軍記 須磨浦の段
12月 三十三間堂棟由来 鷹狩の段(平太郎) 平太郎住家より木遣り音頭の段 ※文楽鑑賞教室
2011年(平成23年)
1月 寿式三番叟 (三番叟)、染模様妹背門松 油屋の段　中
2月 菅原伝授手習鑑 道行詞甘替(苅屋姫)、義経千本桜 道行初音旅(忠信)
4月 源平布引滝 糸つむぎの段、艶容女舞衣 道行露夜の千日(半七)
5月 源平布引滝 糸つむぎの段、生写朝顔話 明石浦船別れの段(深雪)
6月 鬼一法眼三略巻 五條橋の段(牛若丸)、仮名手本忠臣蔵 身売りの段 ※文楽鑑賞教室、源平布引滝 九郎助住家の段 前 ※文楽若手会
7月 舌切雀 (婆お竹)、心中宵庚申 道行思ひの短夜(半兵衛)
9月 ひらかな盛衰記 松右衛門内より逆櫓の段 中
10月 鬼一法眼三略巻 五條橋の段(弁慶)
12月 奥州安達原 外が浜の段 奥
2012年(平成24年)
1月 義経千本桜 河連法眼館の段 中
2月 彦山権現誓助剣 毛谷村の段 中、義経千本桜 椎の木の段※代演、日本振袖始 大蛇退治の段(稲田姫)
4月 加賀見山旧錦絵 又助住家の段　中、桂川連理柵 道行朧の桂川(お半)
5月 八陣守護城 主計之介早討の段、壇浦兜軍記 阿古屋琴責の段(岩永)
6月 菅原伝授手習鑑 寺子屋の段 後 ※文楽鑑賞教室、義経千本桜 すしやの段 中 ※文楽若手会
7月 鈴の音、曾根崎心中 天神森の段(徳兵衛)
9月 冥途の飛脚 道行相合かご(梅川)
11月 仮名手本忠臣蔵 裏門の段、道行旅路の嫁入(戸無瀬)
12月 傾城恋飛脚 新口村の段 前、靭猿 (猿曳)　※文楽鑑賞教室
2013年(平成25年)
1月 寿式三番叟 (三番叟)、団子売 (お臼)
2月 摂州合邦辻 合邦庵室の段 中、妹背山婦女庭訓 姫戻りの段
4月 釣女 (大名)、心中天網島 天満紙屋内より大和屋の段 口
5月 曾根崎心中 天神森の段(徳兵衛)
6月 日高川入相花王 渡し場の段(清姫) 、絵本太功記 尼ヶ崎の段 前 ※文楽鑑賞教室、絵本太功記 尼ヶ崎の段 後 ※文楽若手会
7月 妹背山婦女庭訓 道行恋苧環(求馬)、妹背山婦女庭訓 金殿の段　※代演：27日
9月 伊賀越道中双六 誉田家大広間の段、藤川新関の段 引抜き 寿柱立万歳(お袖)
11月 伊賀越道中双六 誉田家大広間の段、藤川新関の段 引抜き 寿柱立万歳(お袖)
12月 団子売 (杵造) ※文楽鑑賞教室、大塔宮曦鎧 六波羅館の段 奥
2014年(平成26年)
1月 二人禿 、壇浦兜軍記 阿古屋琴責の段(岩永)
2月 近頃河原の達引 四条河原町の段(久八)、染模様妹背門松 油店の段 中
4月 菅原伝授手習鑑 東天紅の段 喧嘩の段
5月 恋女房染分手綱 坂の下の段(慶政)、鳴響安宅新関 勧進帳の段(義経)
6月 三十三間堂棟由来 鷹狩の段 ※文楽鑑賞教室
7月 かみなり太鼓（かみなりトロ吉）、女殺油地獄 徳庵堤の段
9月 近江源氏先陣館 和田兵衛上使の段、不破留寿之太夫
10月 楠昔話 碪拍子の段 ※文楽素浄瑠璃の会
11月 奥州安達原 朱雀堤の段 一つ家の段
12月 伽羅先代萩 竹の間の段(政岡)、絵本太功記 尼ヶ崎の段 前 ※文楽鑑賞教室
2015年(平成27年)
1月 彦山権現誓助剣 毛谷村の段 中、冥途の飛脚 道行相合かご(忠兵衛)
2月 摂州合邦辻 合邦庵室の段 ※若手素浄瑠璃の会
2月 天網島時雨炬燵 紙屋内の段 中、国性爺合戦 紅流しより獅子が城の段
4月 靭猿 (猿曳)、天網島時雨炬燵 紙屋内の段 中
5月 祇園祭礼信仰記 金閣寺の段、桂川連理柵 道行朧の桂川(長右衛門)
6月 曾根崎心中 生玉社前の段、天神森の段(お初) ※文楽鑑賞教室
7月 ふしぎな豆の木 (本若丸)、生写朝顔話 薬売りの段
9月 伊勢音頭恋寝刃 奥庭十人斬りの段、妹背山婦女庭訓 杉酒屋の段
10月 碁太平記白石噺 浅草雷門の段 奥※代演、玉藻前曦袂 神泉苑の段 奥 化粧殺生石の段
12月 三十三間堂棟由来 鷹狩の段 ※文楽鑑賞教室、奥州安達原 朱雀堤の段
2016年(平成28年)
1月 釣女 (醜女)、国性爺合戦 楼門の段
2月 信州川中島合戦 輝虎配膳の段　奥
4月 妹背山婦女庭訓 妹山背山の段(雛鳥)、杉酒屋の段※代演、道行恋苧環(求馬)
5月 絵本太功記 本能寺の段 奥
6月 夏祭浪花鑑 釣船三婦内の段 奥、長町裏の段(団七) ※文楽鑑賞教室
7月 新編西遊記GO WEST! 第一景 布金禅寺の裏庭 第二景 王城広場へ向かう道 第三景 王城広場 第四景 城中謁見の間 第五景 山 第六景 布金禅寺の裏庭、薫樹累物語 埴生村の段 中
8月 楠昔話 碪拍子の段 ※文楽素浄瑠璃の会
9月 一谷嫰軍記 組討の段、寿式三番叟 (三番叟)
10月 花上野誉碑 志渡寺の段 前、鳴響安宅新関 勧進帳の段(富樫)
12月 仮名手本忠臣蔵 身売りの段、祇園一力茶屋の段(平右衛門) 
2017年(平成29年)
1月 奥州安達原 環の宮明御殿の段 次、染模様妹背門松 油店の段 中
2月 平家女護島 舟路の道行より敷名の浦の段(清盛)、曾根崎心中 天神森の段(徳兵衛)、冥途の飛脚 淡路町の段 口※代演
4月 楠昔話 碪拍子の段、曾根崎心中 天神森の段(徳兵衛)
5月 加賀見山旧錦絵 又助住家の段 中、廊下の段
6月 仮名手本忠臣蔵 殿中刃傷の段 ※文楽鑑賞教室
7月 源平布引滝 義賢館の段 奥、夏祭浪花鑑 長町裏の段(団七)
9月 玉藻前曦袂 神泉苑の段 奥 化粧殺生石の段
11月 八陣守護城 主計之介早討の段
12月 ひらかな盛衰記 笹引の段
2018年(平成30年)
1月 摂州合邦辻 合邦住家の段 後 ※六代目竹本織太夫襲名披露
2月 摂州合邦辻 合邦住家の段 後 ※六代目竹本織太夫襲名披露
4月 本朝廿四孝 景勝下駄の段、義経千本桜 道行初音旅(忠信)
5月 本朝廿四孝 景勝下駄の段、義経千本桜 道行初音旅(忠信)
6月 絵本太功記 尼ヶ崎の段 後 ※文楽鑑賞教室
7月 日本振袖始 大蛇退治の段(岩長姫)
9月 夏祭浪花鑑 道行妹背の走書(磯之丞)、長町裏の段(団七)
10月 嬢景清八嶋日記 日向嶋の段 ※文楽素浄瑠璃の会
11月 桂川連理柵 道行朧の桂川(お半)
12月 鎌倉三代記 高綱物語の段
2019年(令和元年)
1月 伽羅先代萩 竹の間の段、政岡忠義の段※代演：3~19日、壇浦兜軍記 阿古屋琴責の段(重忠)
2月 桂川連理柵 道行朧の桂川(お半)、壇浦兜軍記 阿古屋琴責の段(重忠)
4月 祇園祭礼信仰記 金閣寺の段
5月 妹背山婦女庭訓 万歳の段、妹山背山の段(雛鳥)
6月 菅原伝授手習鑑 寺子屋の段 前 ※文楽鑑賞教室
7月 かみなり太鼓（かみなりトロ吉）、国言詢音頭 五人伐の段 中
9月 嬢景清八嶋日記 花菱屋の段
10月 双蝶々曲輪日記 引窓の段 ※文楽素浄瑠璃の会
11月 心中天網島 北新地河庄の段 中、仮名手本忠臣蔵 道行旅路の嫁入(戸無瀬)
12月 一谷嫰軍記 熊谷陣屋の段 前
2020年(令和2年)
1月 曲輪文章 吉田屋の段(夕霧)、加賀見山旧錦絵 長局の段 後
2月 新版歌祭文 野崎村の段 前、鳴響安宅新関 勧進帳の段(富樫)
9月 鑓の権三重帷子 浅香市之進留守宅の段、数寄屋の段※代演： 8日～13日
10月 菅原伝授手習鑑 寺子屋の段 ※文楽素浄瑠璃の会
11月 本朝廿四孝 奥庭狐火の段
12月 桂川連理柵 帯屋の段 前
2021年(令和3年)
1月 義経千本桜 道行初音旅（忠信）、妹背山婦女庭訓 道行恋苧環（お三輪）
2月 曲輪文章 吉田屋の段(夕霧)、冥途の飛脚 淡路町の段 奥
3月 摂州合邦辻 合邦住家の段 後 ※前を3/15に代演
4月 小鍛冶（稲荷明神）
5月 生写朝顔話 明石船別れの段（阿曾次郎）、蝶の道行（助国）
6月 卅三間堂棟由来 平太郎住家から木遣り音頭の段 奥 ※文楽鑑賞教室
7月 夏祭浪花鑑 長町裏の段(団七)
8月 女殺油地獄 豊島屋油店の段 ※文楽素浄瑠璃の会
9月 伊賀越道中双六 伏見北国屋の段
11月 蘆屋道満大内鑑 保名物狂の段 奥
12月 仮名手本忠臣蔵 塩谷判官切腹の段
2022年(令和4年)
2月　加賀見山旧錦絵　草履打の段（尾上）、長局の段 後、曾根崎心中 付り観音廻り、新・鏡影綺譚（人間浄瑠璃）
3月　曾根崎心中 天満屋の段、魂神楽、猩々、酔奴、義経千本桜 道行初音旅（己亥の會）
4月　義経千本桜 道行初音旅（忠信） 河連法眼館の段 奥※4/18～代役、蝶の道行（助国）
5月　義経千本桜 道行初音旅（忠信） 河連法眼館の段 奥 ※代役、競伊勢物語 玉水渕の段 奥
6月　仮名手本忠臣蔵 六段目 早野勘平腹切の段 ※文楽鑑賞教室
7月　心中天網島 北新地河庄の段 後
9月　蝶の道行（尾上菊之丞の会）、奥州安達原 矢の根の段
10月 妹背山婦女庭訓 道行恋苧環（お三輪）、曾根崎心中 天神の森の段（お初） ※中之島文楽
11月 一谷嫰軍記 脇ヶ浜宝引の段 ※代役、勧進帳（弁慶）
12月 本朝廿四孝 勝頼切腹の段
2023年(令和5年)
1月　義経千本桜 椎の木の段 奥※代役、壇浦兜軍記 阿古屋琴責の段(重忠)
2月　心中天網島 大和屋の段※代役、国性爺合戦 紅流しより獅子が城の段
3月　冥途の飛脚 羽織落としの段、菅原伝授手習鑑 寺子屋の段 後
4月　妹背山婦女庭訓 万歳の段※代役、妹山背山の段(久我之助)
5月　菅原伝授手習鑑 筆法伝授の段 奥、夏祭浪花鑑 長町裏の段(団七)
6月　仮名手本忠臣蔵 塩谷判官切腹の段※文楽鑑賞教室
7月　妹背山婦女庭訓 道行恋苧環(橘姫)、夏祭浪花鑑 長町裏の段(団七)
8月　源平布引滝 九郎助住家の段 ※文楽素浄瑠璃の会
9月   寿式三番叟 (三番叟)※代役、曾根崎心中 天神森の段（お初）
10月 日高川入相花王 渡し場の段(清姫)、 増補大江山 戻り橋の段（若菜）※中之島文楽、夢枕版『怪談 牡丹灯籠』
11月 冥途の飛脚 淡路町の段
12月 源平布引滝 九郎助住家の段 前
2024年(令和6年)
1月 平家女護島　鬼界が島の段
2月 仮名手本忠臣蔵  身売りの段、絵本太功記　尼ヶ崎の段 ※浄瑠璃を聴く会、蝶の道行（小槇）※己亥の會
3月 桂川連理柵 帯屋の段 前、義経千本桜 道行初音旅（忠信）※はじめての文楽
4月 増補大江山 戻り橋の段（若菜）
5月 近頃河原達引 堀川猿回しの段 前
6月 菅原伝授手習鑑 寺子屋の段 前 ※文楽鑑賞教室、卅三間堂棟由来 平太郎住家から木遣り音頭の段 ※文楽素浄瑠璃の会
7月 生写朝顔話 嶋田宿笑い薬の段 次
8月 染模様妹背門松 油店の段 ※素浄瑠璃の会
9月 夏祭浪花鑑 釣船三婦内の段 ※文楽鑑賞教室、蝶の道行 ※第58回推薦名流舞踊大会
10月 伊達娘恋緋鹿子 火の見櫓の段、義経千本桜 道行初音旅（忠信）※中之島文楽、ひらかな盛衰記 神崎揚屋の段　※第十七回 酒屋万来文楽
11月 仮名手本忠臣蔵 身売りの段、祇園一力茶屋の段(平右衛門)
12月 曾根崎心中 天満屋の段
12月14-16日 新宿末廣亭 十二月中席神田伯山主任興行 14日、16日：仮名手本忠臣蔵 殿中刃傷の段 15日：ひらかな盛衰記 逆櫓の段
2025年(令和7年)
1月 新版歌祭文 野崎村の段 前、菅原伝授手習鑑 寺子屋の段 ※浄瑠璃を聴く会
2月 摂州合邦辻 合邦住家の段 奥 ※浄瑠璃を聴く会、妹背山婦女庭訓 道行恋苧環(橘姫)、金殿の段
3月 義経千本桜　道行初音旅（静御前）※文楽人形遣い 吉田玉男の世界、近頃河原の達引 堀川猿回しの段 前
4月 義経千本桜　道行初音旅（静御前）
5月 芦屋道満大内鑑 保名物狂の段 奥
6月 三十三間堂棟由来 平太郎住家より木遣り音頭の段 奥  ※文楽鑑賞教室
7月 鬼一法眼三略巻 菊畑の段 ※文楽素浄瑠璃の会、小鍛冶（稲荷明神）

## テレビ出演
にほんごであそぼ（NHK Eテレ）2005年よりレギュラー出演

### 豊竹咲甫太夫時代
- 山川静夫が案内する歌舞伎特選「文楽と歌舞伎に見る假名手本忠臣蔵」(NHK 衛星第2) 1995年4月24日[74]
- 秋田・康楽館　初お目見え「義経千本桜 道行初音旅」(NHK 衛星第2) 2000年8月3日[75]
- 明治座特別芸術公演「伝統芸能の若き獅子たち」(NHK 衛星第2) 2002年2月27日[76]
- 文楽「曾根崎心中」(NHK 衛星第2) 2002年7月6日[77]
- 山川静夫の“新・華麗なる招待席”　文楽「曾根崎心中」(NHK 衛星第2) 2006年3月1日[78]
- 山川静夫の“新・華麗なる招待席”　文楽「妹背山婦女庭訓」(NHK 衛星第2) 2007年4月22日[79]
- 芸術劇場 文楽「曾根崎心中」(NHK 教育)  2008年2月29日[80]
- 芸能花舞台「中村富十郎 円熟の舞踊」(「那須の与一」浄瑠璃)(NHK 教育)  2008年4月3日[81]
- 日本の伝統芸能 文楽入門(3) 「文楽人形美の世界」(NHK 教育)   2008年6月18日[82]
- ハイビジョンステージ　文楽「妹背山婦女庭訓 道行恋苧環」(NHK 衛星ハイビジョン) 2008年9月13日[83]
- 芸能花舞台「舞踊"巽八景"」(NHK 教育) 2009年1月15日[84]
- 芸術劇場 文楽「義経千本桜 渡海屋・大物浦の段」(NHK 教育) 2009年8月21日[85]
- ハイビジョンステージ 芸の真髄・第三回「萬歳」「黒塚」(NHK 衛星ハイビジョン) 2009年10月31日[86]
- 日本の伝統芸能　竹本住大夫の文楽入門(2)「時代物の名作“義経千本桜”」(1)(NHK 教育) 2010年6月2日[87]
- 愛の劇場～男と女はトメラレナイ～「妹背山婦女庭訓」(NHK 教育) 2010年7月2日[88]
- 芸能花舞台「文楽“妹背山婦女庭訓”」(NHK 教育) 2010年8月12日[89]
- 古典芸能への招待「竹本綱大夫改め九代目竹本源大夫・鶴澤清二郎改め二代目鶴澤藤蔵襲名披露口上」「源平布引滝」(NHK 教育) 2011年6月18日[90]
- にっぽんの芸能　芸能百花繚乱「文楽で見る仮名手本忠臣蔵　全十一段」(NHK 教育) 2011年12月16日[91]
- 古典芸能への招待「桂川連理柵」(NHK 教育) 2012年7月7日[92]
- 古典芸能への招待「心中天網島」(NHK 教育) 2013年6月30日[93]
- 古典芸能への招待「菅原伝授手習鑑 竹本住大夫引退披露」(NHK 教育) 2014年6月29日[94]
- にっぽんの芸能「山村友五郎襲名　舞“目貫師五斗”ほか」NHK 教育) 2014年11月7日[95]
- 古典芸能への招待「新作文楽のたのしみ　“新編西遊記”ほか」(NHK Eテレ) 2016年8月28日[96]
- にっぽんの芸能「文楽人形遣い・吉田文雀の芸と人」(NHK Eテレ) 2016年10月7日[97]

### 竹本織太夫時代
- 古典芸能への招待「八代目竹本綱太夫五十回忌追善 豊竹咲甫太夫改め六代目竹本織太夫襲名披露口上」「摂州合邦辻 合邦住家の段」(NHK Eテレ) 2018年4月29日[98]
- 古典芸能への招待「古典芸能を未来へ～尾上流の芸」(NHK Eテレ)  2018年9月30日[99]
- にっぽんの芸能「義経千本桜 道行初音旅」(NHK Eテレ)  2018年10月19日[100]
- にっぽんの芸能 「平清盛の理想郷　創作舞踊 “いつくしま”」(NHK Eテレ)  2019年9月6日[101]
- 杉本文楽「女殺油地獄」（NHK BS8K) 2019年4月19日[102]
- にっぽんの芸能「杉本文楽　女殺油地獄」(NHK Eテレ)  2020年6月12日[103]
- にっぽんの芸能「鶴澤清治の芸～いとうせいこうと聴く義太夫～」(NHK Eテレ) 2020年8月14日[104]
- にっぽんの芸能「今年の話題２０２０」(NHK Eテレ) 2020年12月25日[105]
- 古典芸能への招待「文楽「本朝廿四孝」(NHK Eテレ)2021年4月25日[106]
- 新・にっぽんの芸能「森村泰昌と桐竹勘十郎 文楽の可能性に挑む」(NHK Eテレ)2022年5月13日[107]
- 古典芸能への招待 文楽「義経千本桜」「嬢景清八嶋日記」(NHK Eテレ)2022年5月29日[108]
- 古典芸能への招待 文楽「妹背山婦女庭訓」妹山背山の段 (NHK Eテレ)2023年7月30日[109]
- 芸能きわみ堂 「大人気！古典芸能のファンイベント」 (NHK Eテレ)2023年12月8日[110]
- プレミアムステージ 文楽「菅原伝授手習鑑・車曳の段（文楽祭より）」（NHK BS）2024年3月4日[111]
- 芸能きわみ堂 「２０２４今年の話題～能狂言・文楽～」 (NHK Eテレ)2024年12月13日[112]
- 阿修羅のごとく（エピソード1,2）日高川入相花王「渡し場の段」（Netflix）2025年1月9日配信[113]
- 古典芸能への招待 文楽「義経千本桜」「嬢景清八嶋日記」(NHK Eテレ)2025年5月25日[114]
- 芸能きわみ堂 「コン平プレゼンツ！文楽の狐（キツネ）たち」 (NHK Eテレ)2025年6月13日
- JOBK100年関連番組 超 文楽入門(NHK総合・関西地方)2025年6月21日[115]

### その他
- ハイビジョンときめきワイド(NHK 衛星ハイビジョン) 2000年2月24日[116]
- テント2004 公園通りで会いましょう 増田いずみ (NHK 衛星第2)  2004年2月17日[117]
- トップランナー 豊竹咲甫太夫(NHK 教育) 2007年7月7日[118]
- パパサウルス (NHK 総合) 2008年9月27日[119]
- 林家正蔵の演芸図鑑「豊竹咲甫大夫、桂米團治、ザ・パーフェクト、TAKASHI」 (NHK 総合) 2016年2月28日[120]
- 林家正蔵の演芸図鑑「豊竹咲甫大夫、なすなかにし、桂文楽」 (NHK 総合) 2016年2月28日[121]
- スーパープレミアム「京都異界中継」（NHK BSプレミアム) 2017年8月9日[122]
- SWITCHインタビュー 達人達 「竹本織太夫×中川家礼二」(NHK Eテレ)  2018年5月19日[22]
- ＜NHK＞２０２０応援ソングプロジェクト「パプリカ」 「あしたにたねをまこう！」＃９　藤本智大（竹本織子太夫）(NHK Eテレ)  2019年6月21日[123]
- COOL JAPAN ～発掘！かっこいいニッポン～ 「名前～Names～」(NHK BS1) 2019年7月7日[8]
- ８Ｋ開局特番 北斎　幻の肉筆画 ～アメリカに眠る　画狂老人の魂～（NHK BS8K) 2019年7月26日[124]
- バラエティー生活笑百科 【ゲスト】竹本織太夫 (NHK 総合)  2019年8月10日[125]
- プレミアムカフェ「京都異界中継　濃縮版」（NHK BSプレミアム) 2020年8月17日[126]
- History Uncovered: Chushingura - Tears of 47 Ronin (NHK WORLD-JAPAN)2024年1月6日[127]
- わたしのヒュッゲ（テレビ東京）前編 2024年8月9日[128]、後編 8月16日[129]
- シリーズ横溝正史短編集IV～金田一耕助 悔やむ～「悪魔の降誕祭」服部徹也役[130]役（関口たまき 演：月城かなとの夫）2025年3月28日（NHK BS8K）、2025年4月19日（NHK BSプレミアム4K）、2025年4月24日（NHK BSプレミアム）

## ラジオ出演

### 演奏出演
- 邦楽のひととき「義経千本桜 渡海屋の段」(豊竹咲甫太夫 鶴澤清志郎) (NHKFM) 2002年12月11日[131]
- 新春邦楽特選 義経千本桜 道行初音旅」(忠信 豊竹咲甫太夫) (NHKFM) 2003年1月3日[132]
- 邦楽のひととき「絵本太功記 妙心寺の段」(豊竹咲甫太夫 鶴澤清馗) (NHKFM) 2004年1月14日[133]
- 新春邦楽特選 「寿式三番叟」(NHKFM) 2007年1月3日[134]
- 邦楽のひととき「菅原伝授手習鑑 杖折檻の段」(豊竹咲甫太夫 鶴澤清志郎) (NHKFM) 2007年2月14日[135]
- 邦楽のひととき「傾城恋飛脚 新口村の段」(豊竹咲甫太夫 鶴澤清馗) (NHKFM) 2008年2月13日[136]
- 邦楽のひととき「菅原伝授手習鑑 寺子屋の段」(豊竹咲甫太夫 鶴澤清志郎) (NHKFM) 2009年4月15日[137]
- 邦楽のひととき「妹背山婦女庭訓 金殿の段」(豊竹咲甫太夫 鶴澤清志郎)  (NHKFM) 2010年8月11日[138]
- 邦楽百番「殩静胎内捃 義経道行・安宅の松」 (NHKFM) 2011年10月8日[139]
- 邦楽百番「殩静胎内捃 安宅の関」 (NHKFM) 2011年10月15日[140]
- 邦楽百番「楠昔噺 碪拍子の段」(豊竹咲甫太夫 鶴澤清友) (NHKFM) 2017年12月9日[141]
- 邦楽百番「鎌倉三代記 高綱物語の段」(竹本織太夫 鶴澤清介) (NHKFM) 2019年3月9日[142]
- 邦楽百番「義経千本桜 河連法眼館の段」(竹本織太夫 鶴澤燕三 鶴澤燕二郎) (NHKFM) 2023年5月3日[143]
- 邦楽百番「菅原伝授手習鑑 寺子屋の段」(竹本織太夫 鶴澤清志郎) (NHKFM) 2024年10月9日[144]

### その他
- はばたけ！伝統芸能のプリンスたち (NHK 第1) 2002年7月30日[145]
- 邦楽ジョッキー (尾上松也)【ゲスト】豊竹咲甫太夫 2008年9月19日,26日[146][147]
- すっぴん！【ゲスト】豊竹咲甫太夫 (NHK 第1) 2012年9月13日[148]
- 午後のまりやーじゅ【ゲスト】豊竹咲甫太夫 (NHK 第1) 2013年6月25日[149]
- 関西発ラジオ深夜便【ゲスト】豊竹咲甫太夫 (NHK 第1) 2010年10月3日,10日,17日[150][151][152]

- 夜のプレイリスト (NHKFM)  2020年1月21日-1月25日
  1. Tony Bennett & Bill Evans 「Together Again」[153]
  2. Tony Bennett & Lady GaGa「Cheek to Cheek」[154]
  3. 真心ブラザーズ 「PEACE AND LOUD ～MB's Live Recordings Collection～」[155]
  4. 坂本龍一「CASA」[156]
  5. 宇多田ヒカル「初恋」[157]
- 関西発ラジオ深夜便 人ありて、街は生き「文楽の力を信じて」文楽太夫 竹本織太夫 (NHK 第1)  2020年9月12日[158]、2021年3月13日アンコール放送
- Breeze on Sunday 八木早希（FM COCOLO）2021年11月14日[159]
- ラジオ関西 ニュース・タイムライン 2023年7月13日[160]
- あま咲きアフタヌーン（みんなのあま咲き放送局） 2023年11月13日[161]
- ありがとう浜村淳です（MBSラジオ） 2023年11月22日[162]